# Mellac
Pour les articles homonymes, voir Mellac (homonymie).
Mellac [mɛlak] est une commune du département du Finistère, dans la région Bretagne, en France.

## Géographie

### Localisation
Mellac est une commune du sud-est du Finistère. Historiquement, elle appartient à la Cornouaille.
| - Carte de Mellac et des communes voisines. |

| Bannalec       | Saint-Thurien | Querrien  |
| Le Trévoux     | Mellac        | Tréméven  |
| Riec-sur-Bélon | Baye          | Quimperlé |

### Relief
Les altitudes les plus élevées se rencontrent dans la partie nord de la commune, atteignant 101 mètres au lieu-dit le Buzit et plus de 90 mètres dans toute cette région (ce qui explique l'encaissement de la vallée de l'Isole, le cours d'eau coulant vers 22 mètres d'altitude) ; elles s'infléchissent progressivement vers le sud du territoire communal (le manoir de Kernault est à 71 mètres d'altitude), s'abaissant jusqu'à une soixantaine de mètres dans l'extrême sud près du moulin de la Boulaie.
| - Carte topographique de la commune de Mellac. |

### Morphologie urbaine
Le bourg de Mellac occupe une position centrale au sein du finage communal et n'est distant que d'environ 5 km du centre ville de Quimperlé. Les lieux-dits de Stang Veil et de Roz Glaz et la cité de Ty Lann situés au sud-est appartiennent aux faubourgs de la ville de Quimperlé. La commune est traversée à son extrémité sud par la voie express RN 165. Une zone d'activité, la Z.A de Kervidanou, a vu le jour dans les années 1980  à proximité de la voie rapide sur un territoire situé à la frontière des communes de Mellac et Quimperlé, tout proche de Baye.
Des moulins se sont installés sur la rive droite de l'Isole, notamment le Moulin Blanc, acquis en 1925 par les Papeteries du Mauduit (de Quimperlé) et le moulin de Pontégan, désormais en ruine, ancien moulin à blé et à « foulleret » (servant à blanchir et resserrer la trame des draps en lin) qui existait déjà en 1432.
Pendant la deuxième moitié du XXe siècle l'agglomération de Mellac s'est développée le long de la Route nationale 165 (celle d'avant la voie express, actuelle RD 765) au détriment du bourg traditionnel autour de l'église.
| - Carte en couleurs de la commune de Mellac et de ses lieux-dits et écarts. |

### Hydrographie
Pour un article plus général, voir Réseau hydrographique du Finistère.
La commune est située dans le bassin Loire-Bretagne. Son territoire est délimité au nord et à l'est par le cours de l'Isole, dont la vallée est très encaissée, formant par endroits de véritables gorges, et à l'ouest par celui du Bélon dont les versants de sa vallée sont nettement moins pentus. L'Isole matérialise la frontière avec les communes de Querrien et Tréméven tandis que le Bélon matérialise la frontière avec la commune de Le Trévoux. Par ailleurs, le Dourdu, un petit affluent de la Laïta long de 9 km, prend sa source  près du village de Kerfeunteun et draine une bonne partie du territoire de la commune,.
Le Bélon, d'une longueur de 26 km, prend sa source dans la commune de Bannalec et se jette  dans l'Océan Atlantique en limite de Moëlan-sur-Mer et de Riec-sur-Bélon, après avoir traversé six communes. 

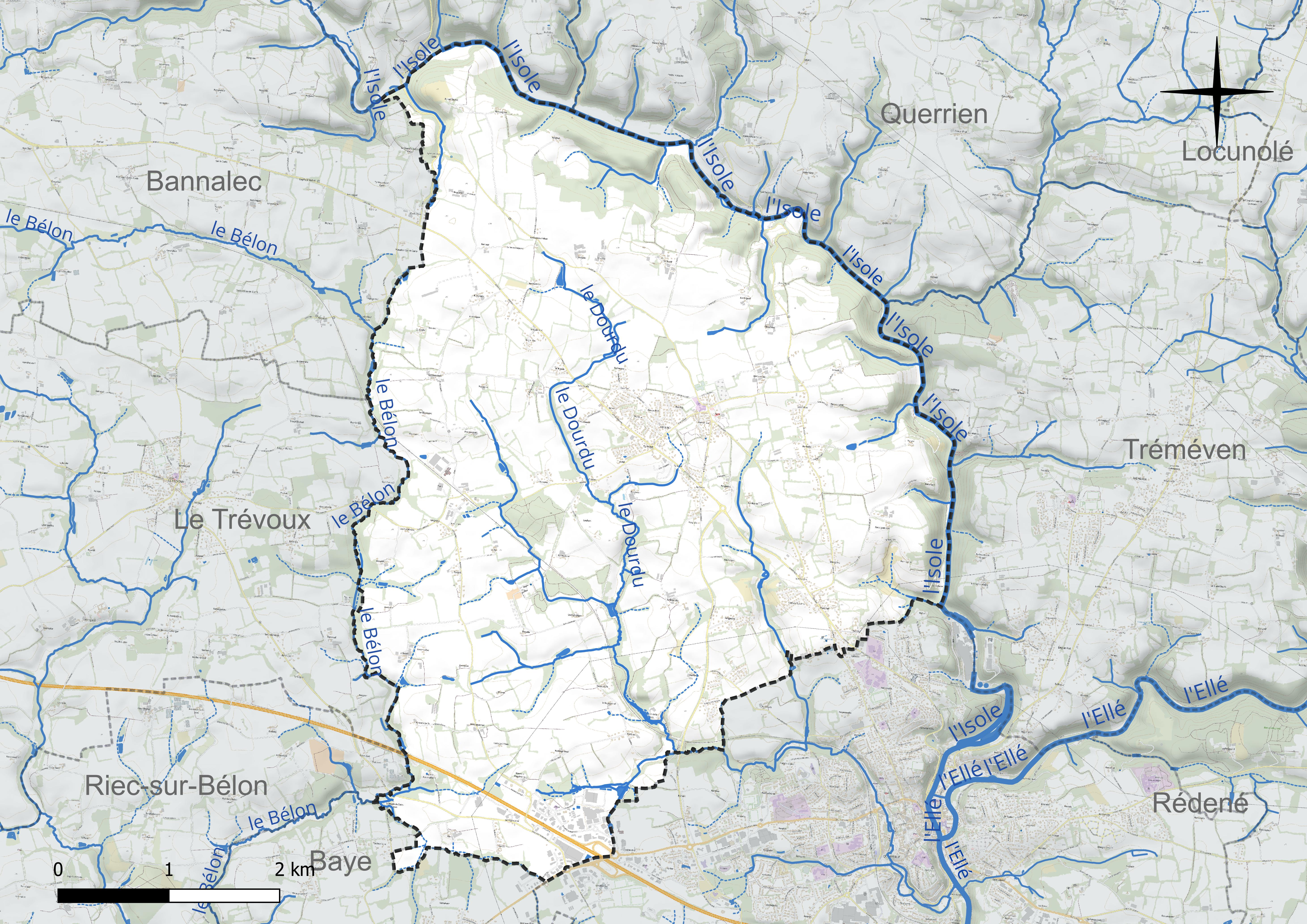
Réseau hydrographique de Mellac.

L'Isole, d'une longueur de 48 km, prend sa source dans la commune de Roudouallec et se jette  dans l'Ellé à Quimperlé, après avoir traversé huit communes.  Les caractéristiques hydrologiques de l'Isole sont données par la station hydrologique située sur la commune de Quimperlé. Le débit moyen mensuel est de 4,4 m3/s. Le débit moyen journalier maximum est de 98,6 m3/s, atteint lors de la crue du 26 janvier 1995. Le débit instantané maximal est quant à lui de 153 m3/s, atteint le 13 décembre 2000.

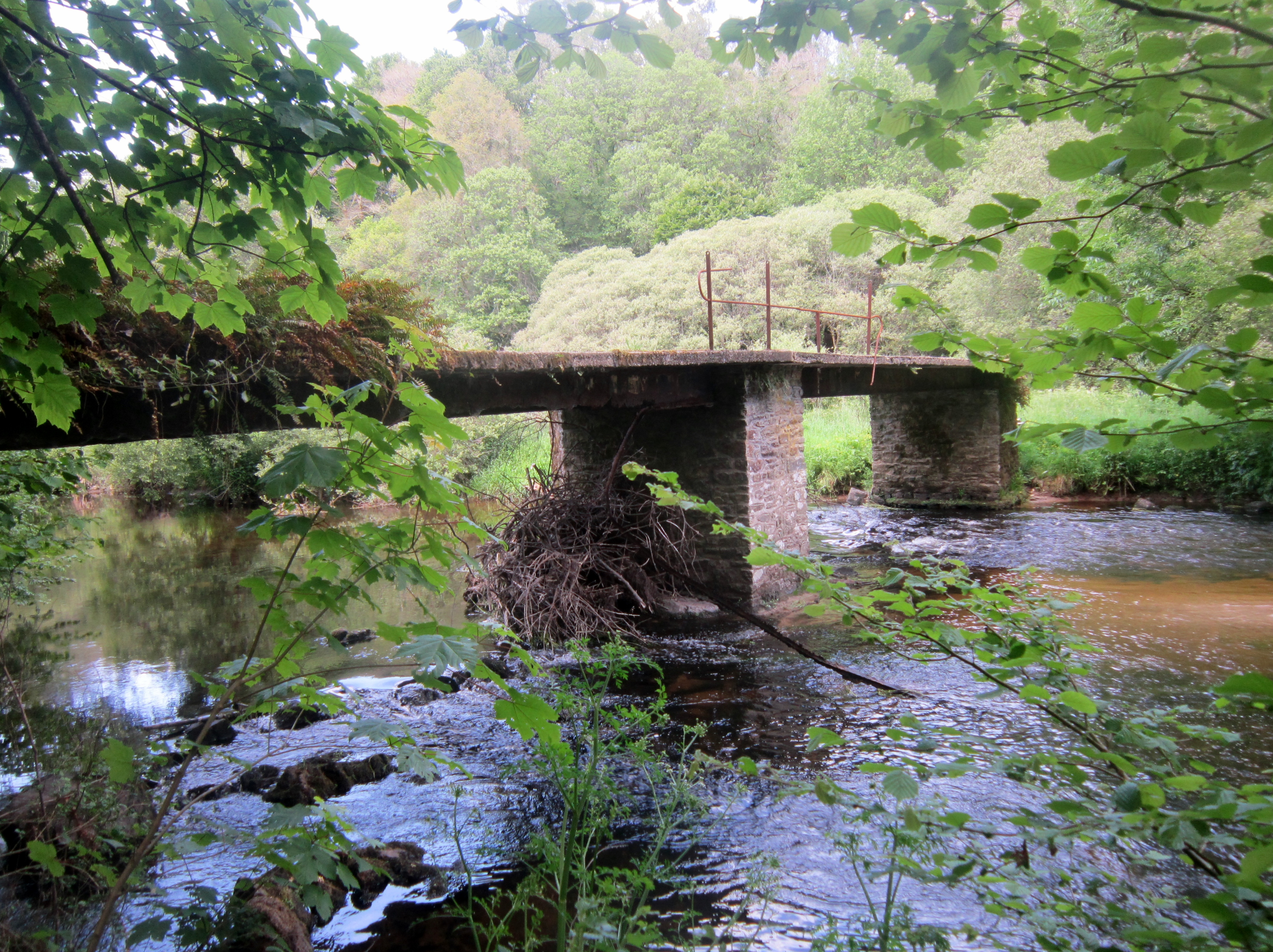
Pontec Amour ; ancien pont désaffecté sur l'Isole en aval du Pont Scluz entre Mellac et Querrien.
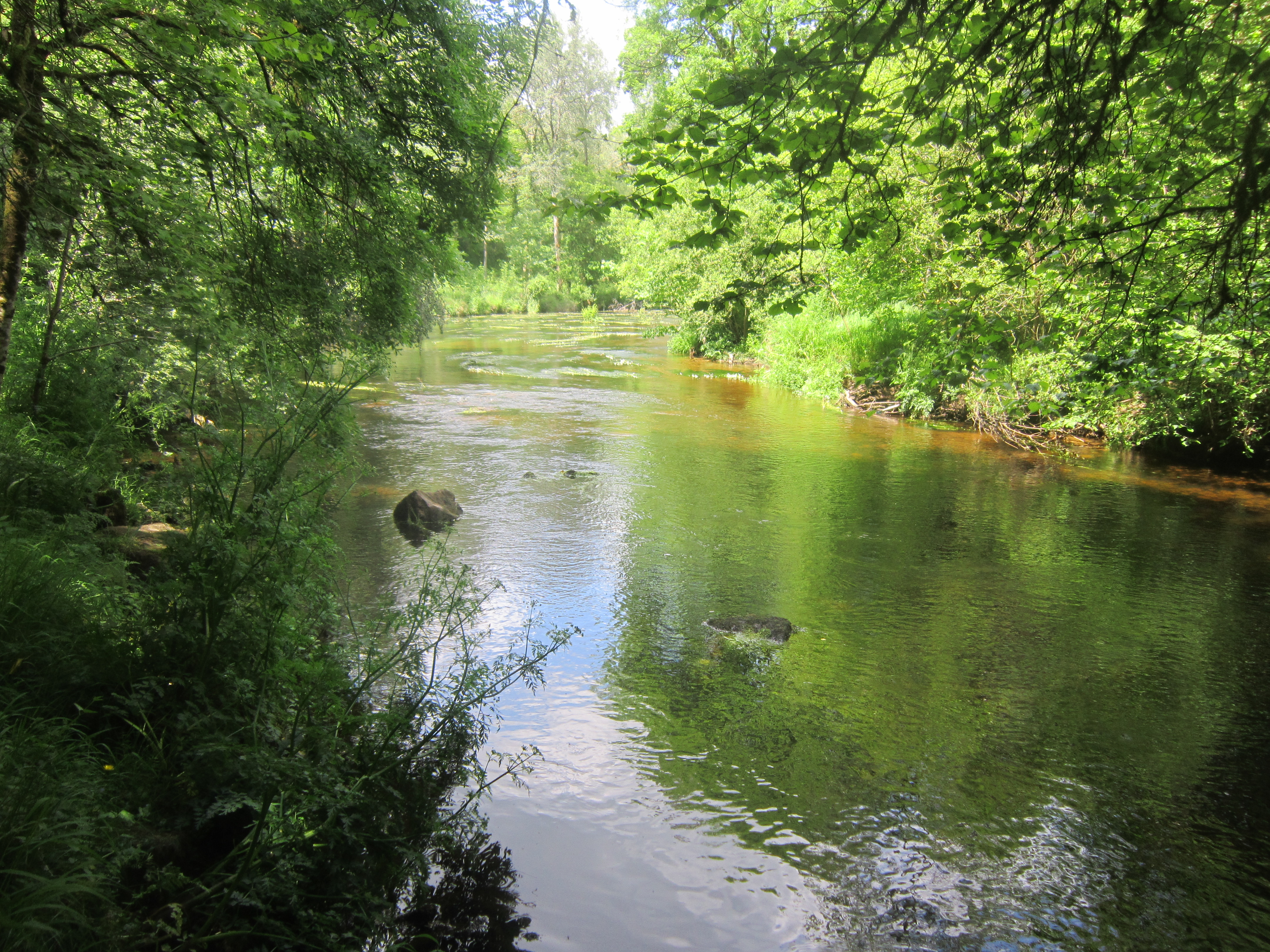
L'Isole riveraine de Mellac entre le Moulin Blanc et Pontec Amour.
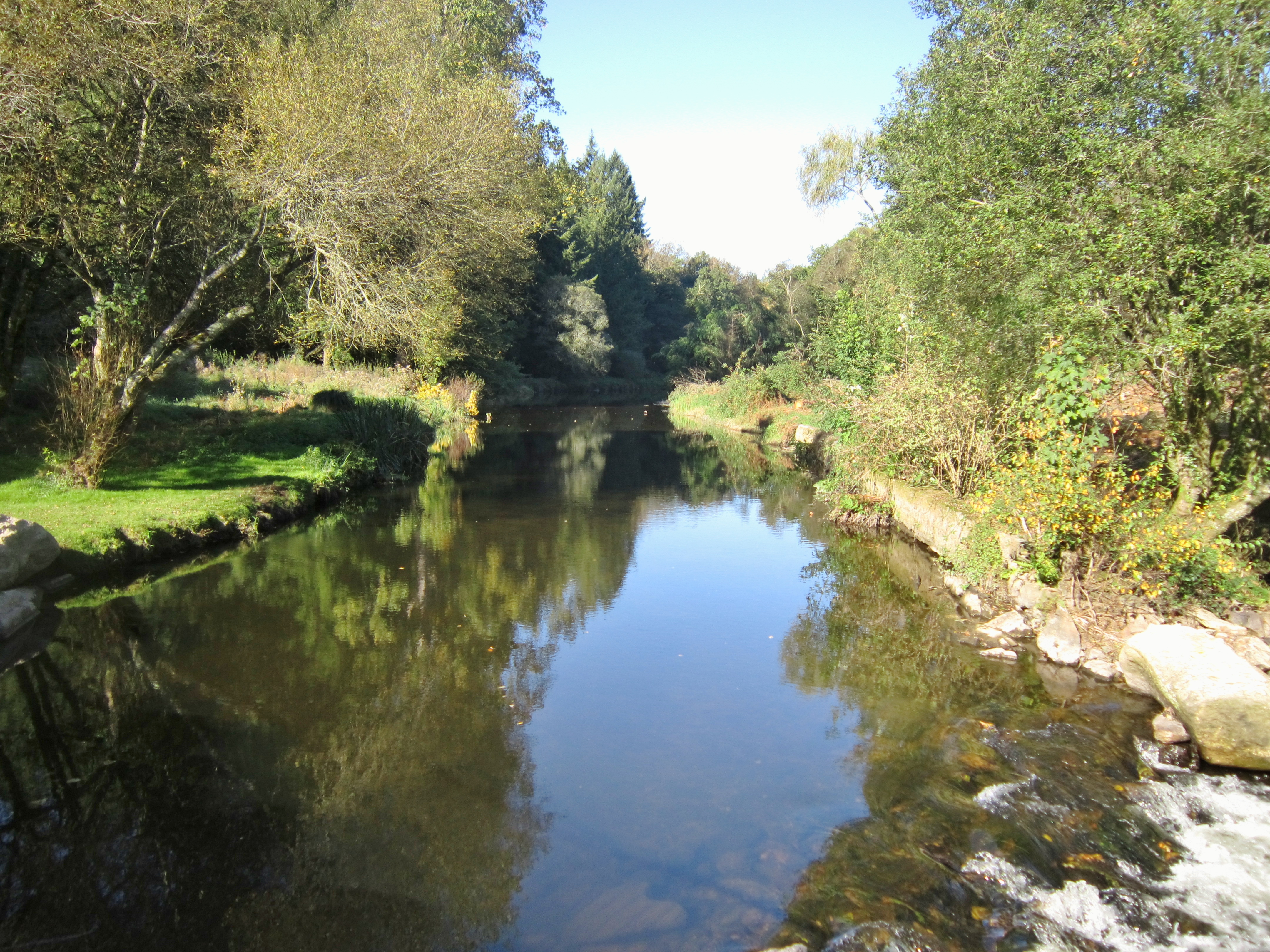
L'Isole juste en amont du Moulin Blanc.
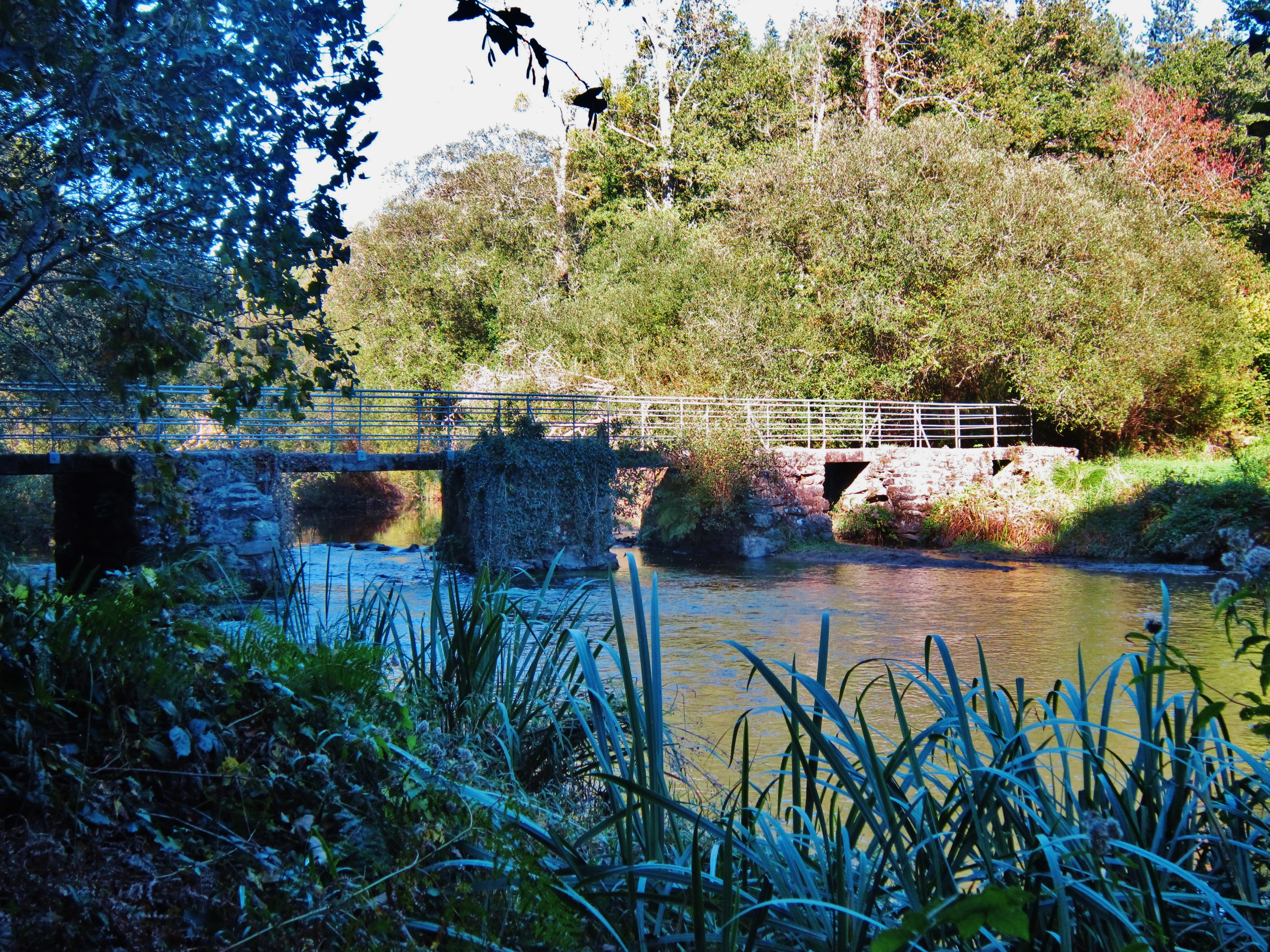
Le vieux pont sur l'Isole entre Mellac et Tréméven à hauteur des ruines du moulin de Pontégan.
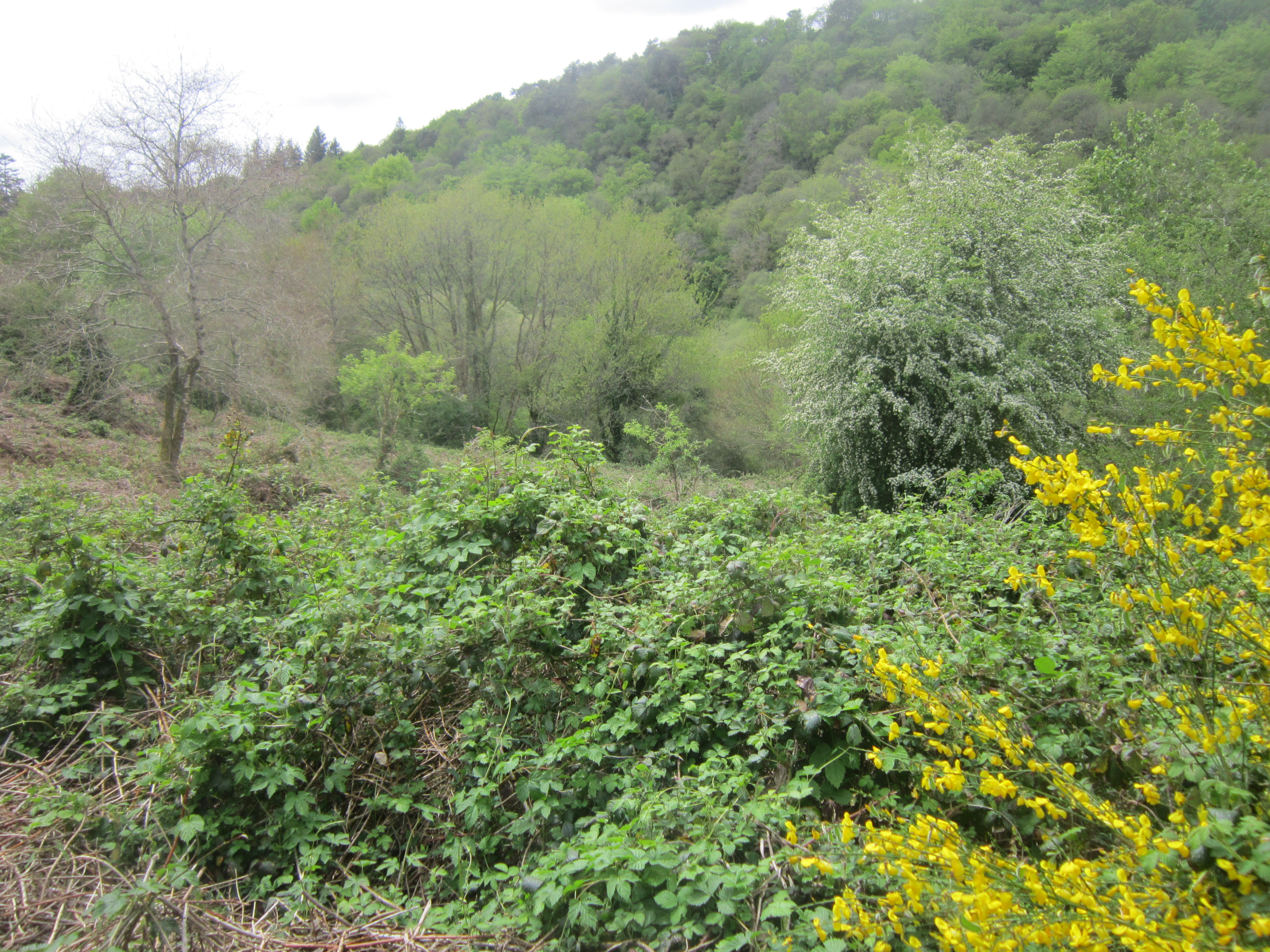
La vallée de l'Isole entre Tréméven et Mellac.
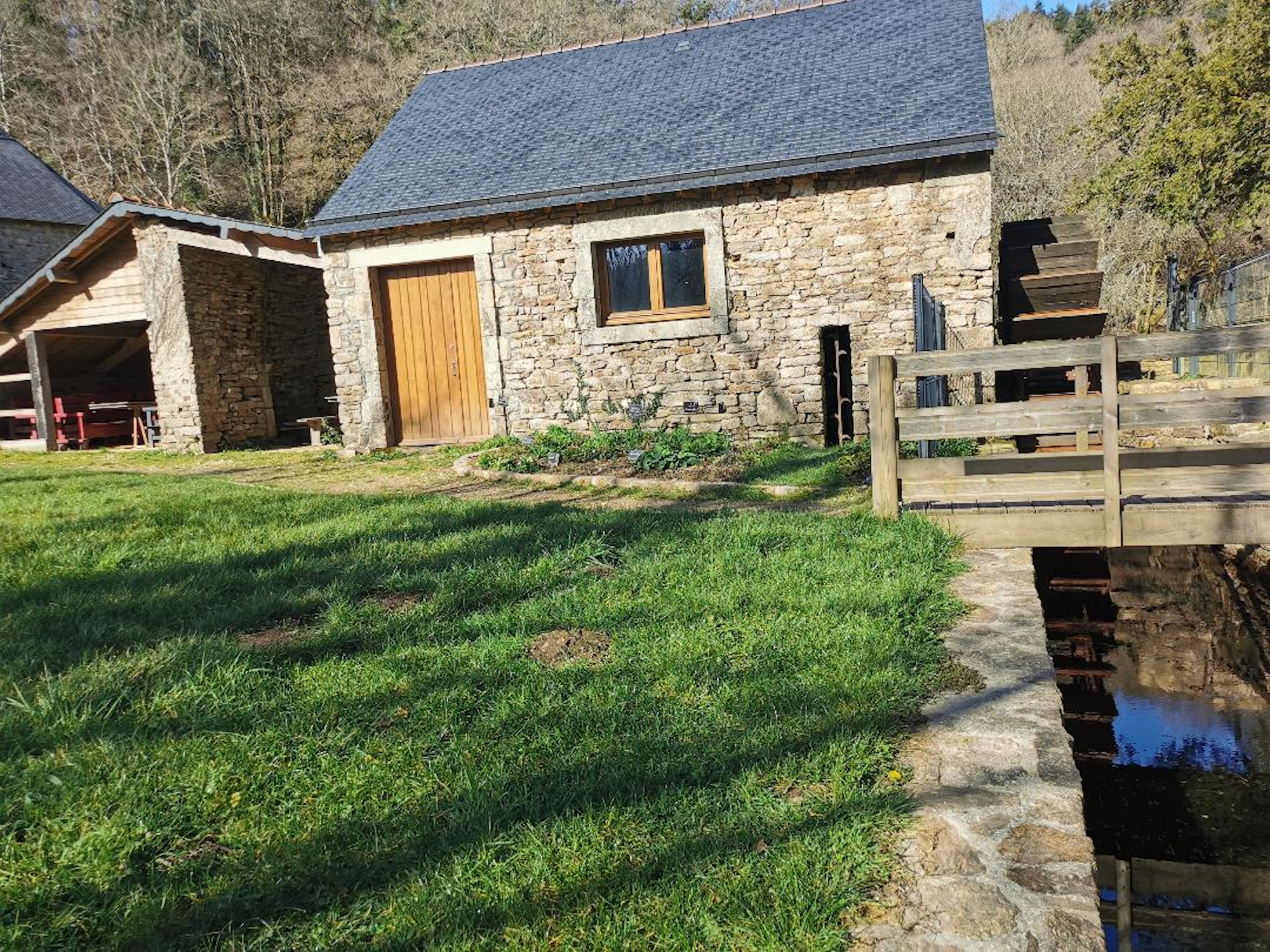
Le Moulin Blanc, propriété communale

Le Dourdu, d'une longueur de 10 km, prend sa source dans la commune  et se jette  dans l'Ellé à Quimperlé. 

### Climat
Pour des articles plus généraux, voir Climat de la Bretagne et Climat du Finistère.
En 2010, le climat de la commune est de type climat océanique franc, selon une étude du CNRS s'appuyant sur une série de données couvrant la période 1971-2000. En 2020, Météo-France publie une typologie des climats de la France métropolitaine dans laquelle la commune est exposée à un climat océanique et est dans la région climatique  Bretagne orientale et méridionale, Pays nantais, Vendée, caractérisée par une faible pluviométrie en été et une bonne insolation. Parallèlement l'observatoire de l'environnement en Bretagne publie en 2020 un zonage climatique de la région Bretagne, s'appuyant sur des données de Météo-France de 2009. La commune est, selon ce zonage, dans la zone « Intérieur », exposée à un climat médian, à dominante océanique.
Pour la période 1971-2000, la température annuelle moyenne est de 11,5 °C, avec  une amplitude thermique annuelle de 11,3 °C. Le cumul annuel moyen de précipitations est de 1 108 mm, avec 15,5 jours de précipitations en janvier et 8,1 jours en juillet. Pour la période 1991-2020, la température moyenne annuelle observée sur la station météorologique la plus proche, située sur la commune de Lanvénégen à 11 km à vol d'oiseau, est de 12,1 °C et le cumul annuel moyen de précipitations est de 1 215,0 mm,. Pour l'avenir, les paramètres climatiques de la commune estimés pour 2050 selon différents scénarios d'émission de gaz à effet de serre sont consultables sur un site dédié publié par Météo-France en novembre 2022.

## Urbanisme

### Typologie
Au 1er janvier 2024, Mellac est catégorisée commune rurale à habitat dispersé, selon la nouvelle grille communale de densité à 7 niveaux définie par l'Insee en 2022.
Elle est située hors unité urbaine. Par ailleurs la commune fait partie de l'aire d'attraction de Quimperlé, dont elle est une commune de la couronne,. Cette aire, qui regroupe 11 communes, est catégorisée dans les aires de moins de 50 000 habitants,.

### Occupation des sols

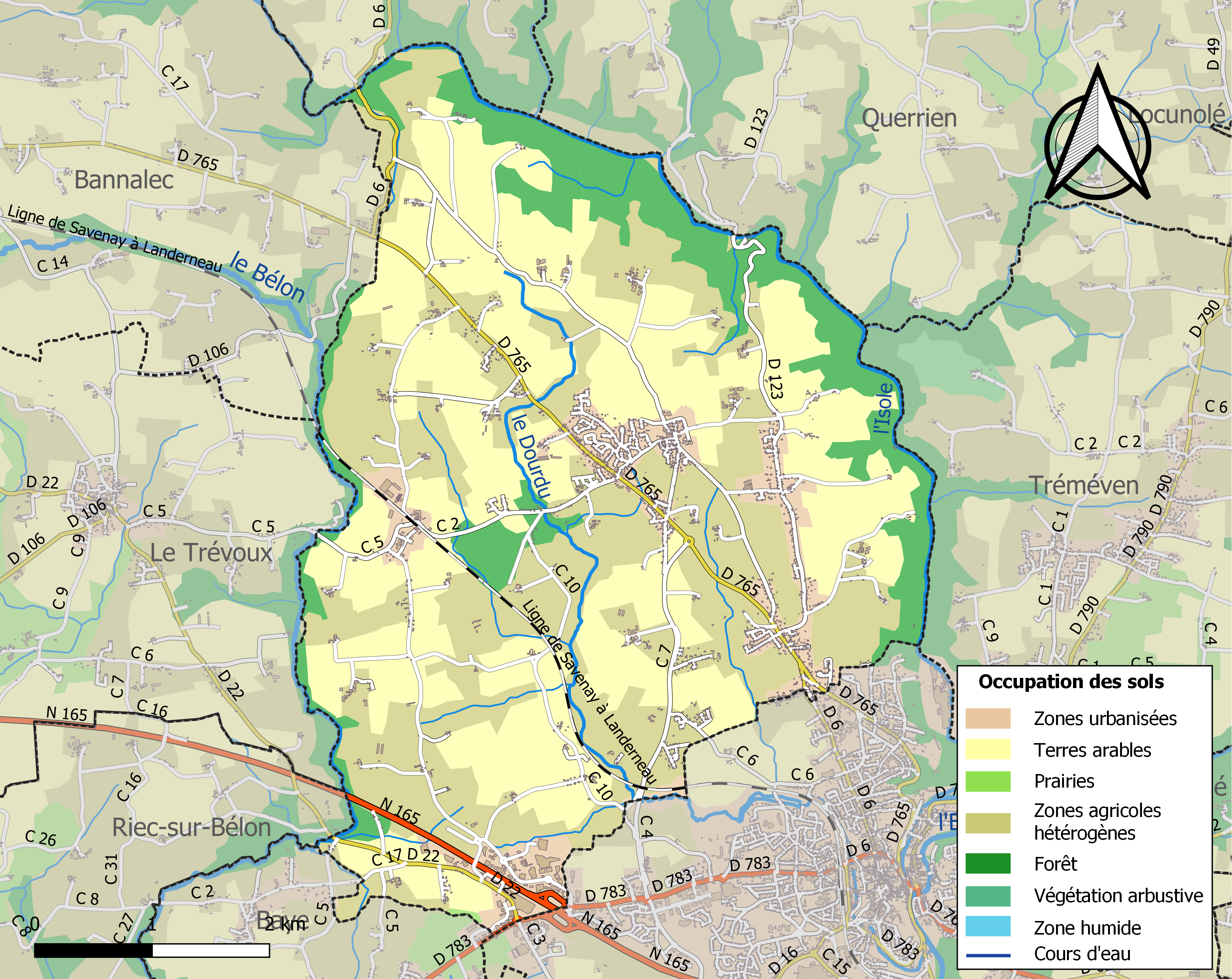
Carte des infrastructures et de l'occupation des sols de la commune en 2018 (CLC).

Le tableau ci-dessous présente l'occupation des sols de la commune en 2018, telle qu'elle ressort de la base de données européenne d'occupation biophysique des sols Corine Land Cover (CLC).
| Type d'occupation                                                                   | Pourcentage | Superficie (en hectares) |
| ----------------------------------------------------------------------------------- | ----------- | ------------------------ |
| Tissu urbain discontinu                                                             | 5,3 %       | 139                      |
| Zones industrielles ou commerciales et installations publiques                      | 3,1 %       | 81                       |
| Équipements sportifs et de loisirs                                                  | 0,2 %       | 4,7                      |
| Terres arables hors périmètres d'irrigation                                         | 41,3 %      | 1093                     |
| Prairies et autres surfaces toujours en herbe                                       | 0,1 %       | 2,3                      |
| Systèmes culturaux et parcellaires complexes                                        | 33,8 %      | 893                      |
| Surfaces essentiellement agricoles interrompues par des espaces naturels importants | 2,9 %       | 78                       |
| Forêts de feuillus                                                                  | 12,4 %      | 329                      |
| Forêts mélangées                                                                    | 0,9 %       | 25                       |
| Source : Corine Land Cover                                                          |             |                          |

La superficie des zones urbanisées est passée de 76  ha en 1990 à 139  ha en 2018 soit une augmentation de 83,0 %. Les forêts occupent 13,3 % de la surface communale et sont constituées surtout de feuillus.

### Habitat
L'habitat se caractérise par une forte proportion des résidences principales  (91,6 %). Au total on dénombrait en 2016, 1 301 résidences principales à Mellac contre seulement 37 résidences secondaires et 82 logements vacants. Sur ces 1 420 logements 1290 étaient des maisons (90,8 %) contre 129 seulement des appartements (9,1 %). L'habitat est relativement récent. Seulement 7,3 % des résidences principales datent d'avant 1919. 79,9 % des occupants des résidences principales  sont propriétaires de leur logement contre 19,3 % locataire. Le tableau ci-dessous présente la répartition en catégories et types de logements à Mellac en 2016 en comparaison avec celles du Finistère et de la France entière.
|                                                         | Mellac | Finistère | France entière |
| ------------------------------------------------------- | ------ | --------- | -------------- |
| Résidences principales (en %)                           | 91,6   | 78,7      | 82,3           |
| Résidences secondaires et logements occasionnels (en %) | 2,6    | 13,4      | 9,6            |
| Logements vacants (en %)                                | 5,8    | 7,9       | 8,1            |

## Toponymie
Mellac est mentionné pour la première fois vers 1050 dans le cartulaire de Quimperlé sous la forme Plebs Mellac.
Mellac est probablement une ploue du haut Moyen-Âge, son nom d'origine gallo-romaine associant au radical gaulois mello- (colline), le suffixe gallo-romain -acos .
Le nom du hameau de Beuzit (en Mellac) provient du breton beuzit, qui provient lui-même du latin buxetum ("buis") ; cet arbuste est la trace de la présence à cet endroit d'une ancienne villa gallo-romaine.
De nombreux toponymes de lieux-dits sont en langue bretonne, par exemple « Beg ar roz (extrémité du coteau), Rozglaz (coteau boisé), Kerdouric (hameau du petit cours d´eau), Rouas (le ruisseau), Feunteuniou (hameau des fontaines), Kergoat (hameau du bois), Buzuec (lieu avec bouleaux), Pen Lan (bout de la lande), (...) Purit (dérivé du latin pomaridum, pommeraie)».

## Histoire

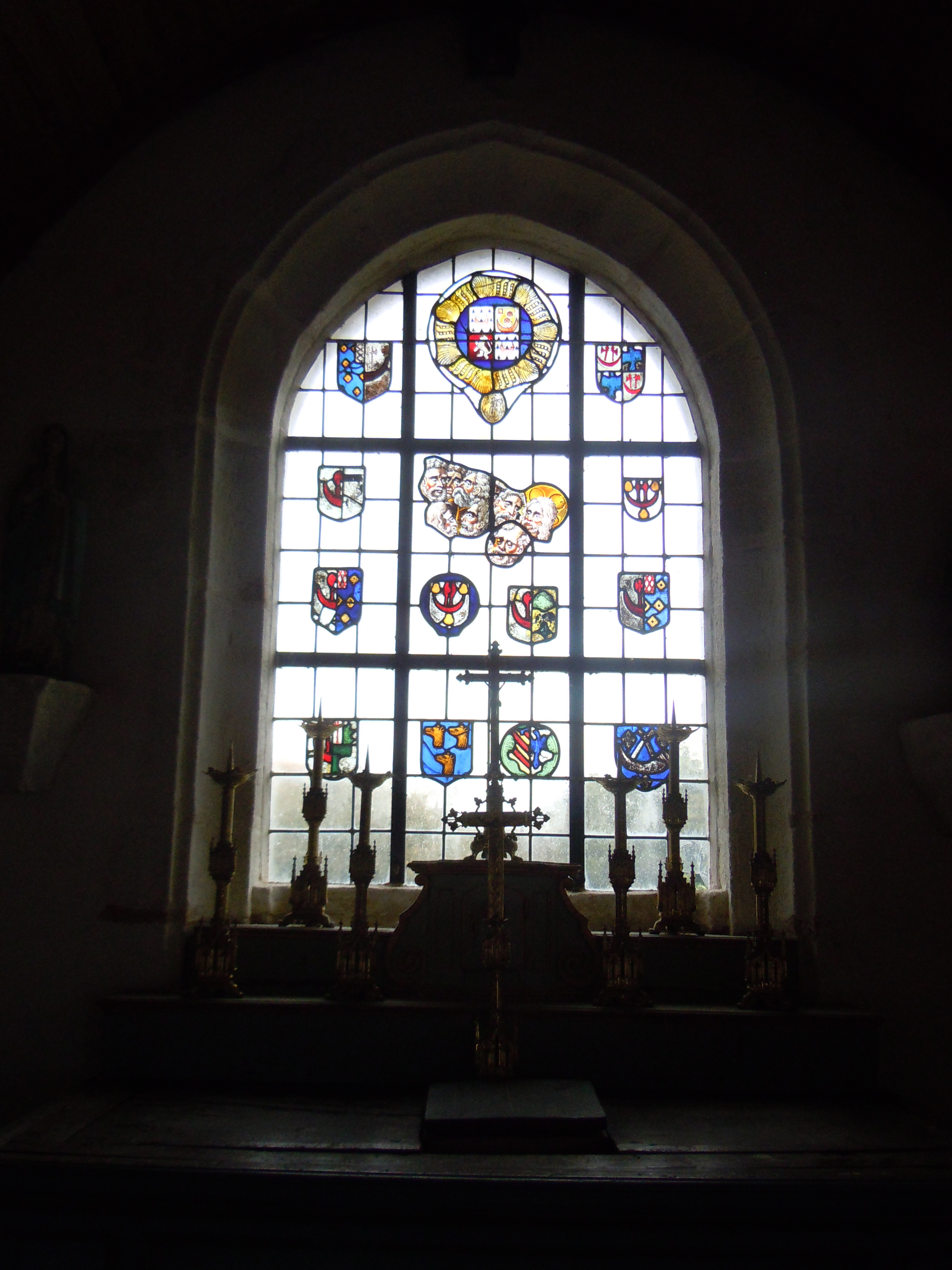
Armes des anciens seigneurs de Mellac.

### Préhistoire et Antiquité
La présence de plusieurs stèles gauloises, à Kervidanou, Kernault, Buzit, L'Isle, attestent d'une occupation humaine ancienne.

### Moyen Âge
Mellac fut une paroisse de l'Armorique primitive englobant la paroisse Saint-Michel de Quimperlé, Baye, Lothéa et sa trève de Trélivalaire, Clohars-Carnoët et Moëlan ; elle s'étendait alors sur 14 000 hectares entre la Laïta, l'Isole et le Belon.
À l'époque féodale, les terres de Mellac étaient pour la plupart du fief de la puissante seigneurie de Quimerc'h, dont le siège était situé à Bannalec. Celle-ci disposait du droit de haute, moyenne et basse justice et un gibet à quatre piliers se dressait sur le tertre de Roz-Glaz. Certains manoirs étaient du fief direct du duc, puis du roi.
Les maisons nobles de Mellac étaient : en 1300 le manoir de Lenez, qui appartenait à Yves du Hautbois, qui possédait aussi celui du Buzuech (ou Buzit) ; en 1400 le Plessis, à Richard de Kermorial ; en 1500, le Breil-Boutier, à Guillemette, dame du Breil-Boutier.
Le manoir de Kernault fut construit vers 1470 par Yvon du Liscoët. Au milieu du XVe siècle, un conflit éclate entre Yvon de Lescoët, seigneur de Kernault, et Jean de Talhouët, époux de Jeanne de Hautbois, propriétaire du manoir de La Boulaie, au sujet des droits de prééminence dans l'église paroissiale de Mellac. Ce dernier fit briser les armes des de Lescoët dans la vitre principale de l'église. Le 21 février 1451, il s'obligea à les rétablir. Les armes des principales familles nobles de Mellac, autrefois visibles dans les vitres de l'église, sont aujourd'hui observables dans la verrière de la chapelle du manoir de Kernault où elles ont été transférées au XIXe siècle. On y reconnait les blasons des familles suivantes : de Quimerc'h, de Lescoët, du Tertre, de Hautbois, le Veyer, du Bot, de Guer.

### Époque moderne
Au XVIe siècle, la moitié de la paroisse de Mellac (25 villages) dépendaient du manoir de Kernault. Le manoir reste jusqu'en 1989 propriété de la même famille, même si les noms ont changé lorsque l'héritage a été transmis par des femmes : familles Le Bœuf, Le Voyer (constructeur du grenier à pans de bois surélevé sur un portique), Coëtnours, du Vergier, de Kerhorlay et de Poulpiquet successivement.
D'autres manoirs sont au XVIe siècle présents à Stang an Dellec, La Boulaie, Kermadiou, Le Purit, Kermabon, Guilligourgant, Keringant, Kerguenadou et Lenes.
Mellac prend part à la révolte des Bonnets rouges en 1675. Un habitant, René Bengloan, prêtre de son état, est exclu de l'amnistie royale accordée en février 1676.
En 1759 la paroisse de Mellac devait chaque année fournir 28 hommes pour servir de garde-côtes.
Jean-Baptiste Ogée décrit ainsi Mellac en 1778 :

« Mellac ; à 8 lieues trois quarts à l'est-sud-est de Quimper, son évêché ; à 30 lieues deux tiers de Rennes et à 1 lieue de Quimperlé, sa subdélégation et son ressort. Cette paroisse relève du Roi et compte 1 400 communiants. La cure est présentée par l'Abbé de Quimperlé. Le territoire est inégal et renferme des terres incultes, et quelques autres assez bien cultivées. (...). »

### Révolution française
La commune de Mellac est créée, comme toutes les communes de France, en 1790. La paroisse, tout d'abord supprimée et rattachée à la paroisse Saint-Michel de Quimperlé, fut recréée lors du Concordat de 1801.
L'abbé Guillaume Guillou, recteur de Mellac depuis 1783, refusa de prêter le serment de fidélité à la Constitution civile du clergé, ainsi que son vicaire l'abbé Auffret. Il fut arrêté le 6 décembre 1791 et emprisonné au château de Brest, puis en divers autres lieux avant d'être libéré après avoir consenti à prêter le serment de fidélité exigé le 16 brumaire an IV (7 novembre 1796 ; il décéda le 23 germinal an VI (13 avril 1798) à Lothéa.
Le 28 septembre 1792, Le Paige de Bar émigre en embarquant à Névez avec plusieurs autres personnes dont Le Breton, curé de Nizon et Auffret, vicaire de Mellac.
Jean Marie Du Vergier de Kerhorlay, seigneur de Kerhorlay, ancien officier des vaisseaux du roi, chevalier de Saint-Louis et ses fils, qui habitaient le manoir de Kernault (ils avaient aussi un domicile à Quimperlé), quittèrent Mellac pour Paris, et furent considérés comme des émigrés, leurs biens placés sous séquestre. Mme Du Vergier de Kerhorlay fut emprisonnée un temps à Quimperlé à partir de juin 1794. Le manoir de Kernault servit de cachette à plusieurs prêtres réfractaires pendant la Révolution.

### LeXIXesiècle

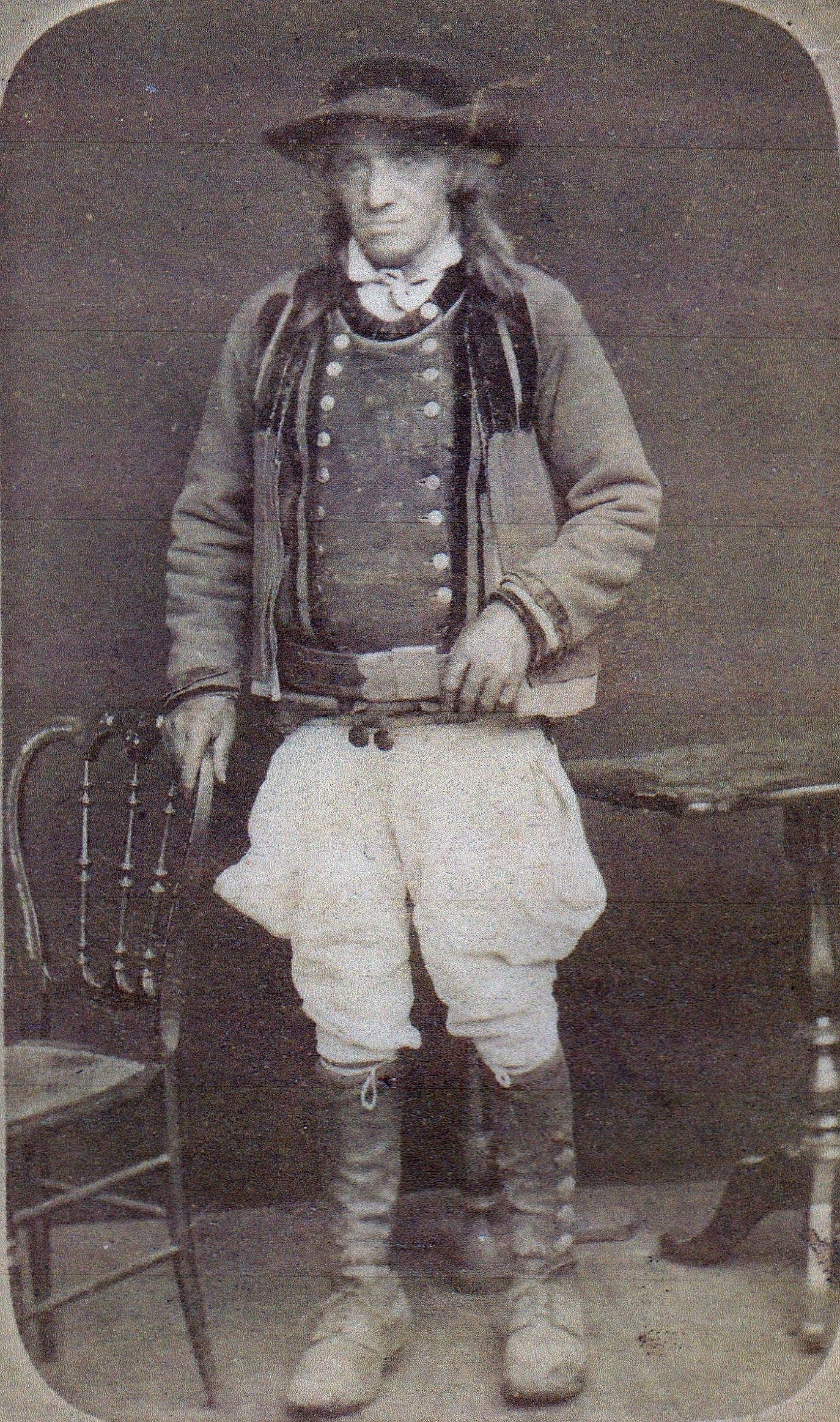
Portrait d'Yves Tamic (1820-1904), maire de Mellac entre 1871 et 1892

A. Marteville et P. Varin, continuateurs d'Ogée, décrivent ainsi Mellac en 1845 :

« Mellac (sous l'invocation de Saint-Pierre-ès-Liens) ; commune formée par l'ancienne paroisse de ce nom ; aujourd'hui succursale. (...) Principaux villages : Kerzéellec, Kermellac, Buzit, le Rest, Kerdouric, Kerfloc'h, Buzuec, le Bourgneuf, Kergalla Garenne, Quilvidic. Maison notable : manoir de Kernault. Superficie totale : 2 637 hectares, dont (...) terres laourables 1 255 ha, prés et pâturages 177 ha, bois 198 ha, canaux, étangs, mares 8 ha, landes et incultes 853 ha (...). Moulins : 5. Outre l'église, il y a les chapelles Saint-Caradec et de la Madelaine. La route royale n°165, dite de Nantes à Audierne, traverse cette commune de l'est à l'ouest. Géologie : presque tout le terrain qui environne le bourg repose sur granite ; le gneiss se montre çà et là. On parle le breton. »

Au XIXe siècle le domaine de Kernault est transformé en ferme expérimentale.
Selon un document déposé au Corps législatif 130 des 140 conscrits de Mellac pour la période allant de 1858 à 1867 ne savaient ni lire ni écrire.
À partir de 1862, la commune est traversée par la ligne de chemin de fer Paris-Quimper. Un arrêt existe même sur la commune, qui sera progressivement désaffecté.
En 1861, l'ancienne église, qui menaçait ruine, fut temporairement fermée (elle datait des XVe siècle et XVIe siècle et disposait d'un ossuaire et d'un porche méridional). Elle est remplacée par un édifice bâti selon les plans de l'architecte diocésain Joseph Bigot dans le style néo-gothique, construit à partir de 1862 et achevé en 1886 et doté l'année suivante de vitraux offert par la famille Du Vergier.

### LeXXesiècle

#### LaBelle Époque

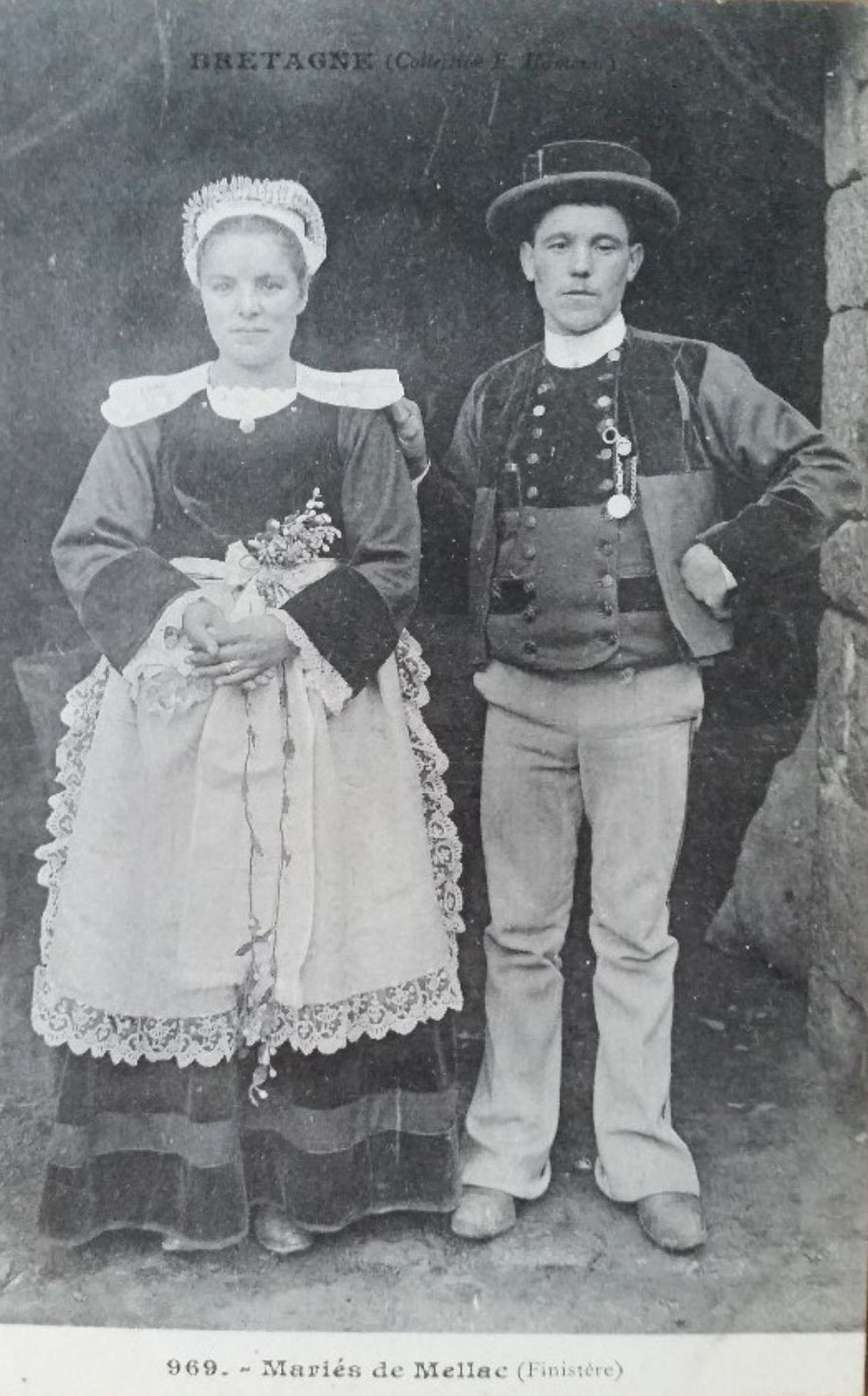
Couple de jeunes mariés de Mellac en costume traditionnel au début du XXe siècle. Le pantalon a remplacé l'ancienne culotte et les guêtres (carte postale Émile Hamonic).

Le 9 janvier 1903, Kerlouet, curé de Mellac, fait partie des 31 prêtres du diocèse de Quimper dont les traitements sont retenus par décision du gouvernement Combes « tant qu'ils ne feront pas emploi de la langue française dans leurs instructions et l'enseignement du catéchisme » car ils utilisaient le breton.
Le 9 mars 1906 les habitants de Mellac empêchèrent l'inventaire des biens d'église de la paroisse en s'opposant à l'entrée dans l'église des agents du gouvernement.

#### La Première Guerre mondiale

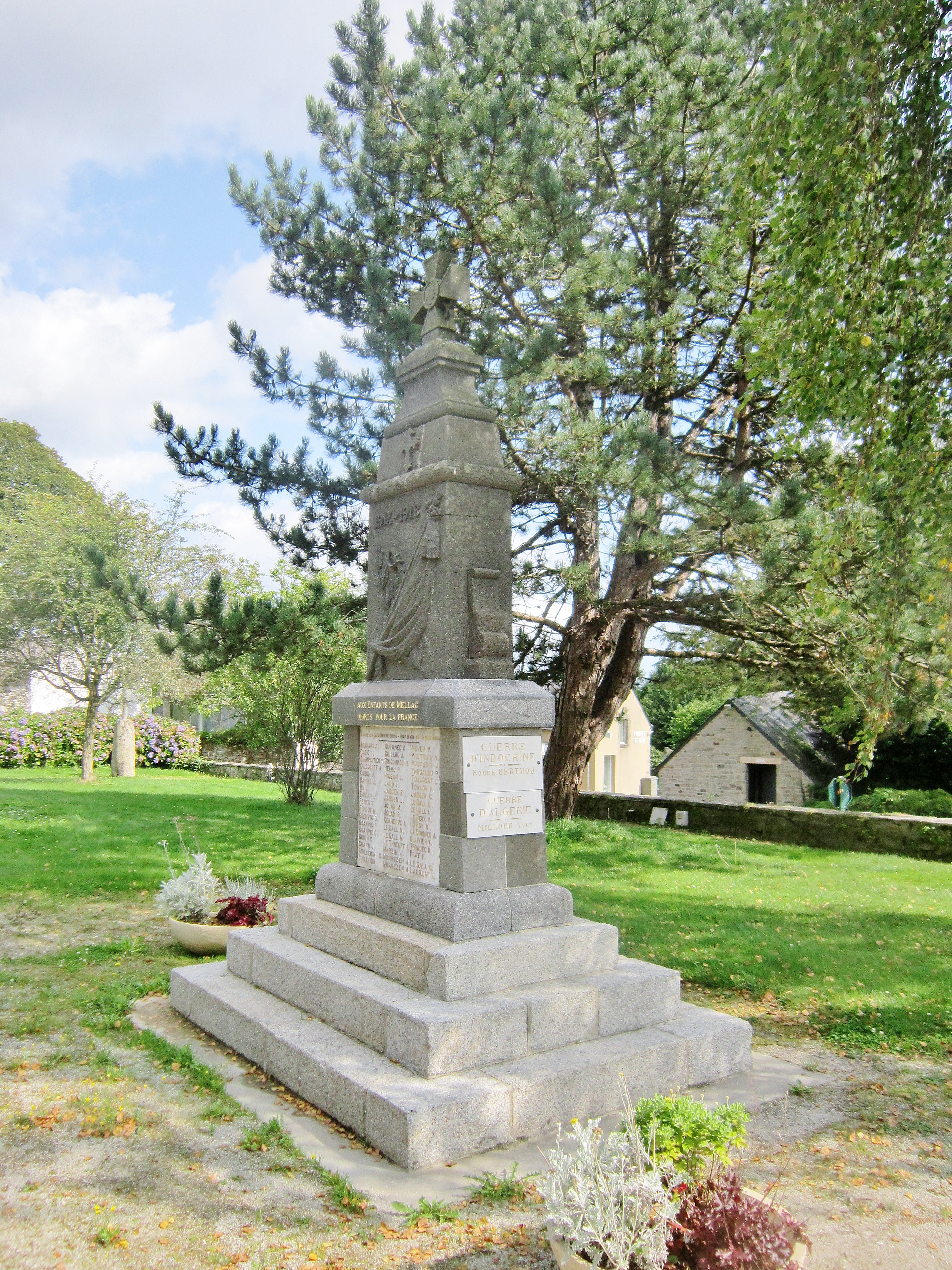
Le monument aux morts de Mellac.

Le maire élu en 1912, Louis Le Boëdec, étant mobilisé, il fallut en 1915 élire un maire provisoire, Guillaume Le Bérou ; Louis Le Boëdec, prisonnier de guerre, ne revint qu'en mai 1919 et reprit alors ses fonctions.
Le monument aux morts de Mellac porte les noms de 50 soldats et marins morts pour la France pendant la Première Guerre mondiale ; parmi eux, par exemple, Mélan Guigourès, mort dans les combats de Maissin (Belgique) dès le 22 août 1914 ; Mathurin Jouan, marsouin, disparu en mer lors du naufrage du Provence II le 26 février 1916 et Louis Du, disparu en mer le 24 février 1915; la plupart des autres sont décédés sur le sol français dont Mathurin Le Gall, qui fut décoré de la Croix de guerre ; François Goanvic, sapeur au 5e régiment du génie, décédé des suites de ses blessures après l'armistice dans un hôpital militaire parisien le 23 novembre 1918 fut le dernier mort mellacois de la Première Guerre mondiale.

#### L'Entre-deux-guerres

##### La culture des pommiers à cidre
Le journal L'Ouest-Éclair écrit en 1936 :

« Dans la région quimperloise comprise entre Guilligomarc'h et Mellac de l'Est à l'Ouest, Nizon et Clohars-Carnoët du Nord au Sud, la culture du pommier est poussée très activement. Les crus de Clohars et de Riec surtout sont reconnus unanimement pour être les meilleurs, avec ceux du secteur voisin de Fouesnant. Cette année, contrairement à 1935, la récolte s'annonce magnifique. (...) Une délégation s'est rendue à Paris dans le but de faire revaloriser la pomme à cidre et pour obtenir du gouvernement que les mêmes ressources soient prises dans les années d'abondance comme pour le vin. »

#### La Seconde Guerre mondiale

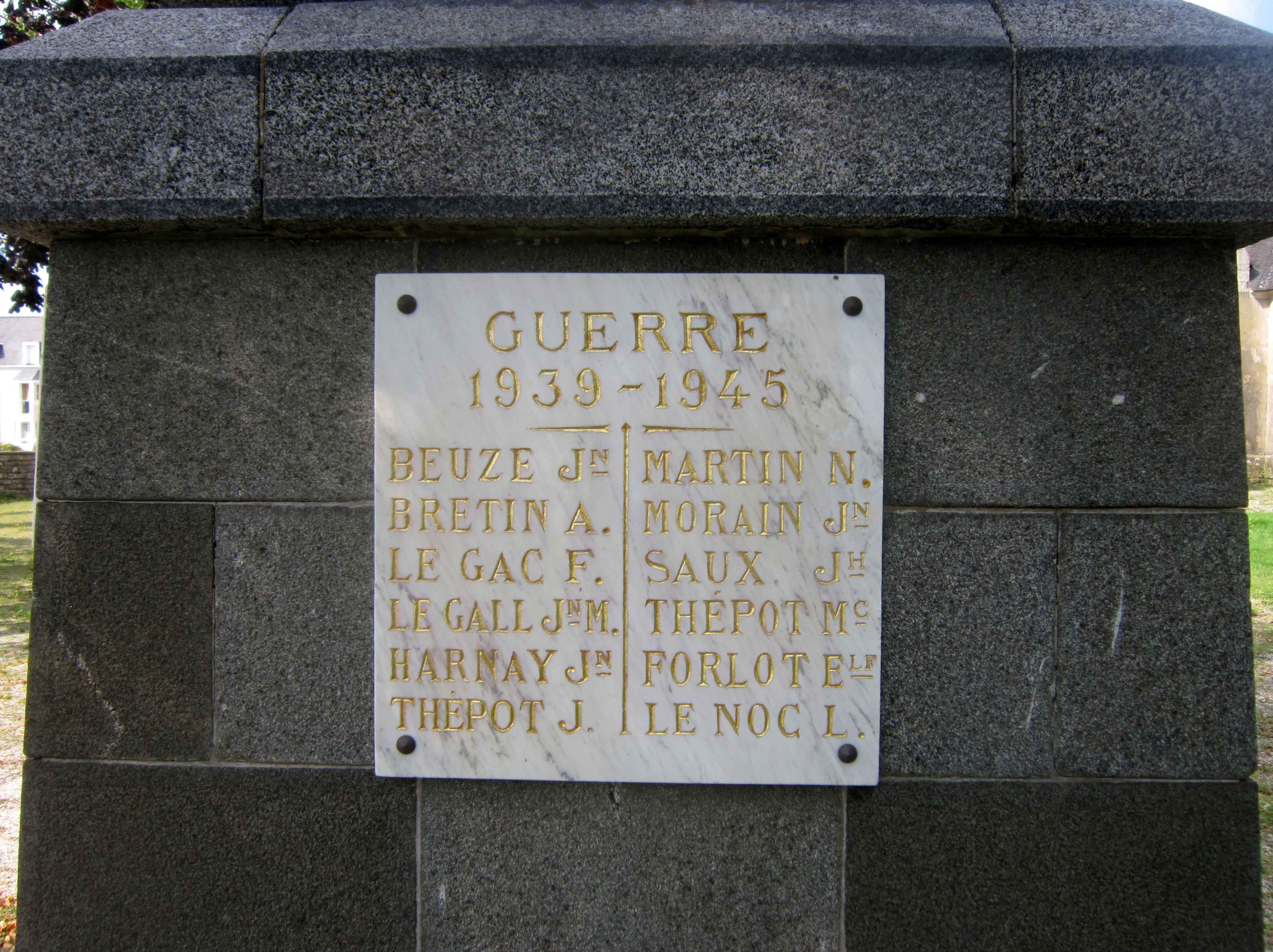
Plaque commémorative des morts pour la France pendant la Seconde Guerre mondiale sur la monument aux morts de Mellac.

Le monument aux morts de Mellac porte les noms de 12 personnes (Jean Beuze, Alain Bretin, Émile Forlot, Jean Harnay, F. Le Gac, Jean-Marie Le Gall, Louis Le Noc, N. Martin, Jean Morin, Joseph Saux, Joseph Thépot, Marc Thépot ; ces deux derniers cités sont morts en déportation, Joseph Thépot le 21 avril 1945 et Marc Thépot le 28 février 1945, tous deux dans le Camp de concentration d'Ebensee (Autriche) mortes pour la France pendant la Deuxième Guerre mondiale.

#### L'après Seconde Guerre mondiale
Roger Berthou est mort pour la France pendant la guerre d'Indochine des suites de ses blessures le 26 juin 1954 à Saïgon (Cochinchine) et Yves Millour pendant la guerre d'Algérie.

## Démographie

### Évolution démographique
À la réformation des fouages de Bretagne de 1395, la paroisse de Mellac compte 23 feux fiscaux. À la réformation des fouages de 1426, elle n'en compte plus que 16. On dénombre alors 47 ménages imposables. Il y a aussi 2 nobles, 3 métayers et 2 pauvres. Ces derniers sont tous exemptés d'impôts. Sur la base d'une moyenne de 5 individus par ménage, on en déduit que la population de la paroisse approche les 300 habitants en 1426.
Au XVIIIe siècle, les registres paroissiaux nous permettent de connaître la moyenne annuelle du nombre de baptêmes. Celle-ci présente une valeur stable sur toute la période, égale à 55 baptêmes par an. On en déduit, sur la base d'un taux de natalité de 40 ‰, une population voisine de 1 400 habitants. Selon le géographe Jean-Baptiste Ogée la population de Mellac est de 1 400 communiants à la fin du XVIIIe siècle.
À partir de 1793, la population de Mellac nous est connu de manière plus précise grâce aux recensements officiels. La population demeure relativement stable au cours du XIXe siècle et de la première moitié du XXe siècle. À partir de 1968, la population augmente fortement en raison de la proximité de Quimperlé dont l'agglomération est en pleine expansion. La population double en l'espace de 40 ans.
L'évolution du nombre d'habitants est connue à travers les recensements de la population effectués dans la commune depuis 1793. Pour les communes de moins de 10 000 habitants, une enquête de recensement portant sur toute la population est réalisée tous les cinq ans, les populations de référence des années intermédiaires étant quant à elles estimées par interpolation ou extrapolation. Pour la commune, le premier recensement exhaustif entrant dans le cadre du nouveau dispositif a été réalisé en 2008.

En 2022, la commune comptait 3 371 habitants, en évolution de +10,82 % par rapport à 2016 (Finistère : +2,16 %, France hors Mayotte : +2,11 %).
| 1793  | 1800  | 1806  | 1821  | 1831  | 1836  | 1841  | 1846  | 1851  |
| ----- | ----- | ----- | ----- | ----- | ----- | ----- | ----- | ----- |
| 1 250 | 1 312 | 1 020 | 1 216 | 1 141 | 1 259 | 1 188 | 1 299 | 1 302 |

| 1856  | 1861  | 1866  | 1872  | 1876  | 1881  | 1886  | 1891  | 1896  |
| ----- | ----- | ----- | ----- | ----- | ----- | ----- | ----- | ----- |
| 1 272 | 1 350 | 1 370 | 1 213 | 1 326 | 1 371 | 1 409 | 1 421 | 1 496 |

| 1901  | 1906  | 1911  | 1921  | 1926  | 1931  | 1936  | 1946  | 1954  |
| ----- | ----- | ----- | ----- | ----- | ----- | ----- | ----- | ----- |
| 1 501 | 1 475 | 1 456 | 1 469 | 1 452 | 1 435 | 1 357 | 1 412 | 1 264 |

| 1962  | 1968  | 1975  | 1982  | 1990  | 1999  | 2006  | 2008  | 2013  |
| ----- | ----- | ----- | ----- | ----- | ----- | ----- | ----- | ----- |
| 1 283 | 1 390 | 1 638 | 1 855 | 2 192 | 2 314 | 2 537 | 2 603 | 2 833 |

| 2018  | 2022  | - | - | - | - | - | - | - |
| ----- | ----- | - | - | - | - | - | - | - |
| 3 183 | 3 371 | - | - | - | - | - | - | - |

### Pyramide des âges
La population de la commune est relativement jeune.
En 2018, le taux de personnes d'un âge inférieur à 30 ans s'élève à 35,3 %, soit au-dessus de la moyenne départementale (32,5 %). À l'inverse, le taux de personnes d'âge supérieur à 60 ans est de 22,4 % la même année, alors qu'il est de 29,8 % au niveau départemental.
En 2018, la commune comptait 1 590 hommes pour 1 593 femmes, soit un taux de 50,05 % de femmes, légèrement inférieur au taux départemental (51,41 %).
Les pyramides des âges de la commune et du département s'établissent comme suit.
| Hommes | Classe d’âge | Femmes |
| ------ | ------------ | ------ |
| 0,4    | 90 ou +      | 1,0    |
| 5,1    | 75-89 ans    | 8,2    |
| 15,3   | 60-74 ans    | 15,0   |
| 21,3   | 45-59 ans    | 22,5   |
| 21,2   | 30-44 ans    | 19,5   |
| 15,7   | 15-29 ans    | 13,7   |
| 21,1   | 0-14 ans     | 20,1   |

| Hommes | Classe d’âge | Femmes |
| ------ | ------------ | ------ |
| 0,7    | 90 ou +      | 2,2    |
| 7,8    | 75-89 ans    | 11,5   |
| 19,2   | 60-74 ans    | 20,1   |
| 20,8   | 45-59 ans    | 19,7   |
| 17,7   | 30-44 ans    | 16,6   |
| 17,1   | 15-29 ans    | 14,7   |
| 16,8   | 0-14 ans     | 15,2   |

## Politique et administration

### Rattachements administratifs et électoraux
| Élections                  | Élections                     | Circonscription électorale | Élu de la circonscription       | Élu de la circonscription | Élu de la circonscription | Élu de la circonscription |
| Niveau                     | Type                          | Circonscription électorale | Titre                           | Nom                       | Début de mandat           | Fin de mandat             |
| -------------------------- | ----------------------------- | -------------------------- | ------------------------------- | ------------------------- | ------------------------- | ------------------------- |
| Commune / Intercommunalité | Municipales et communautaires | Mellac                     | Maire                           | Franck Chapoulie          | 2020                      | 2026                      |
| Commune / Intercommunalité | Municipales et communautaires | Quimperlé Communauté       | Président de l'intercommunalité | Sébastien Miossec         | 2020                      | 2026                      |
| Département                | Départementales               | Canton de Quimperlé        | Conseillère départementale      | Anne Maréchal             | 2021                      | 2028                      |
| Département                | Départementales               | Canton de Quimperlé        | Conseiller départemental        | Bernard Pelleter          | 2021                      | 2028                      |
| Région                     | Régionales                    | Région Bretagne            | Président du conseil régional   | Loïg Chesnais-Girard      | 2021                      | 2028                      |
| Pays                       | Législatives                  | Huitième circonscription   | Député                          | Erwan Balanant            | 2022                      | 2027                      |

### Administration municipale
Le nombre d'habitants au dernier recensement étant compris entre 2 500 et 3 499, le nombre de membres du conseil municipal est de 23.

### Jumelages
| Ville | Ville   | Pays | Pays    | Période     |
| ----- | ------- | ---- | ------- | ----------- |
|       | Piltown |      | Irlande | depuis 1980 |

Depuis 1980, la commune est jumelée avec le village irlandais de Piltown (Province du Leinster).

## Économie

### Revenus de la population et fiscalité
Les indicateurs de revenus et de fiscalité à Mellac et dans l'ensemble du Finistère en 2016 sont présentés ci-dessous.
|                                                                   | Mellac | Finistère |
| ----------------------------------------------------------------- | ------ | --------- |
| Nombre de ménages fiscaux                                         | 1 320  | 406 470   |
| Nombre de personnes dans les ménages fiscaux                      | 3 227  | 889 922   |
| Médiane du revenu disponible par unité de consommation (en euros) | 21 495 | 20 701    |
| Part des ménages fiscaux imposés                                  | 53,0 % | 49,0 %    |

### Entreprises et commerces
Mellac partage avec Quimperlé une zone d'activité à Kervidanou au sud de la commune. Plusieurs PME sont implantées sur la commune : la fabrique de pièces plastiques Germay (30 salariés), peinture LMI (25 salariés), boulangerie Quimperloise (35 salariés), logistique du groupe ITM (45 salariés), entrepôts Logistique Conditionnements (55 salariés), négoce de matériaux Henrio (35 salariés), nettoyage Laïta (50 salariés), fabrication de capteurs pour les réseaux d'eau Ijinus (44 salariés),gardiennage CPI (25 salariés).
Les établissements actifs par secteur d'activité au 31 décembre 2015 à Mellac est présenté ci-dessous.
|                                                              | Total | % com | 0 salarié | 1 à 9 salarié(s) | 10 à 19 salariés | 20 à 49 salariés | 50 salariés ou plus |
| ------------------------------------------------------------ | ----- | ----- | --------- | ---------------- | ---------------- | ---------------- | ------------------- |
| Ensemble                                                     | 289   | 100,0 | 175       | 91               | 11               | 11               | 1                   |
| Agriculture, sylviculture et pêche                           | 28    | 9,7   | 18        | 10               | 0                | 0                | 0                   |
| Industrie                                                    | 21    | 7,3   | 8         | 8                | 2                | 3                | 0                   |
| Construction                                                 | 29    | 10,0  | 22        | 5                | 1                | 1                | 0                   |
| Commerce, transports, services divers                        | 178   | 61,6  | 101       | 63               | 7                | 6                | 1                   |
| dont commerce et réparation automobile                       | 66    | 22,8  | 24        | 37               | 3                | 2                | 0                   |
| Administration publique, enseignement, santé, action sociale | 33    | 11,4  | 26        | 5                | 1                | 1                | 0                   |

## Culture locale et patrimoine

### Langue bretonn
L'adhésion à la charte Ya d'ar brezhoneg a été votée par le conseil municipal le 18 novembre 2010. La commune a reçu le label Ya d'ar brezhoneg de niveau 1 le 13 septembre 2019.

### Blasonnement
|  | Les armoiries de Mellac se blasonnent ainsi : D'argent aux deux haches adossées de sable, chargées en pointe d'un croissant de gueules, à la bordure du même chargée d'une chaîne d'or, au chef d'argent chargé d'un coq passant aussi de gueules, crêté, membré et becqué d'or, accosté de deux mouchetures d'hermine aussi de sable. |

### Monuments et sites

#### Monuments religieux
- l'église Saint-Pierre-aux-Liens : elle a été édifiée entre 1862 et 1883 suivant les plans de l'architecte diocésain Joseph Bigot. Elle remplace un édifice plus ancien, qui fut démoli pour permettre la construction de la nouvelle église.

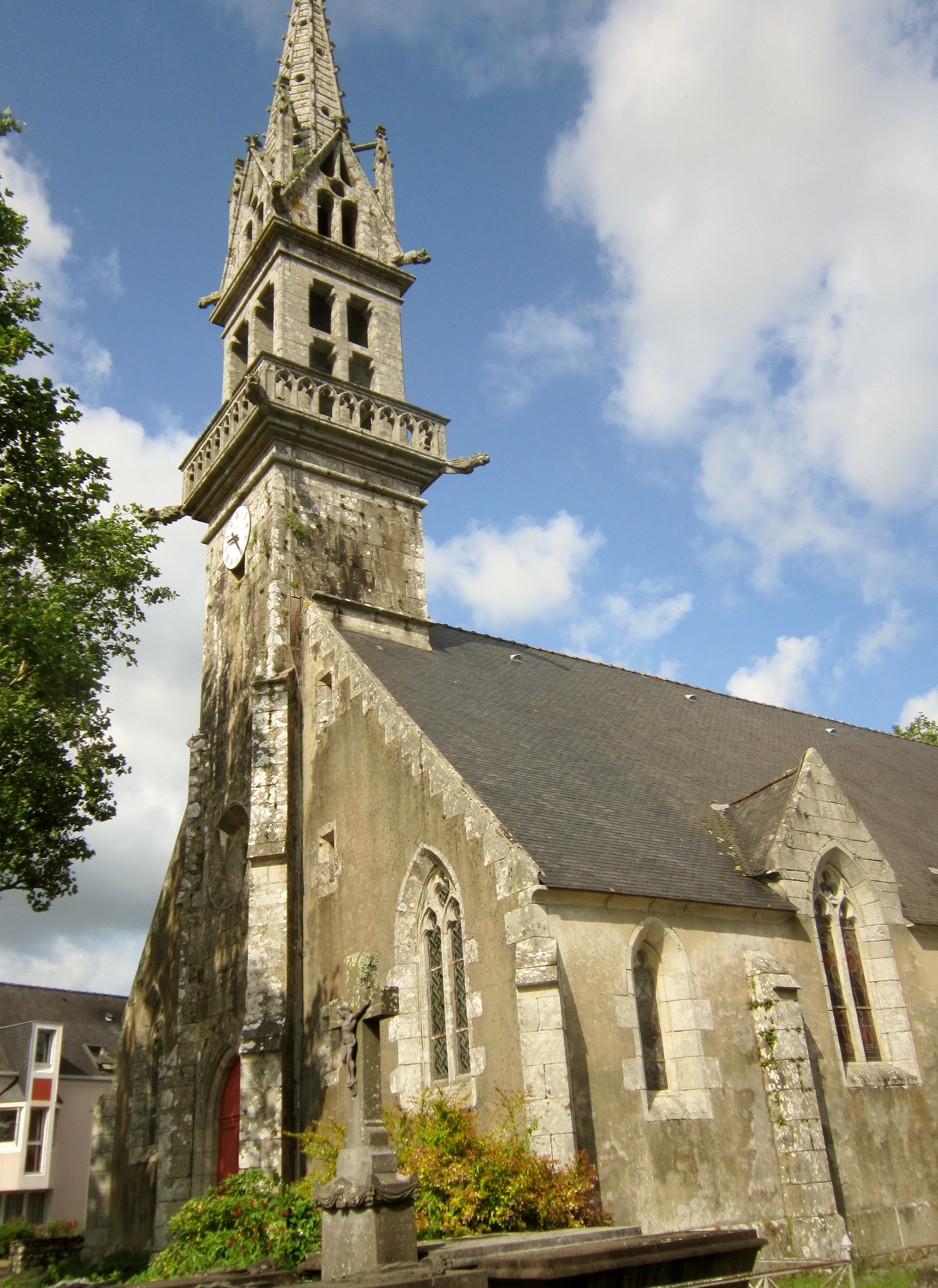
L'église paroissiale Saint-Pierre-aux-Liens : clocher et façade ouest.
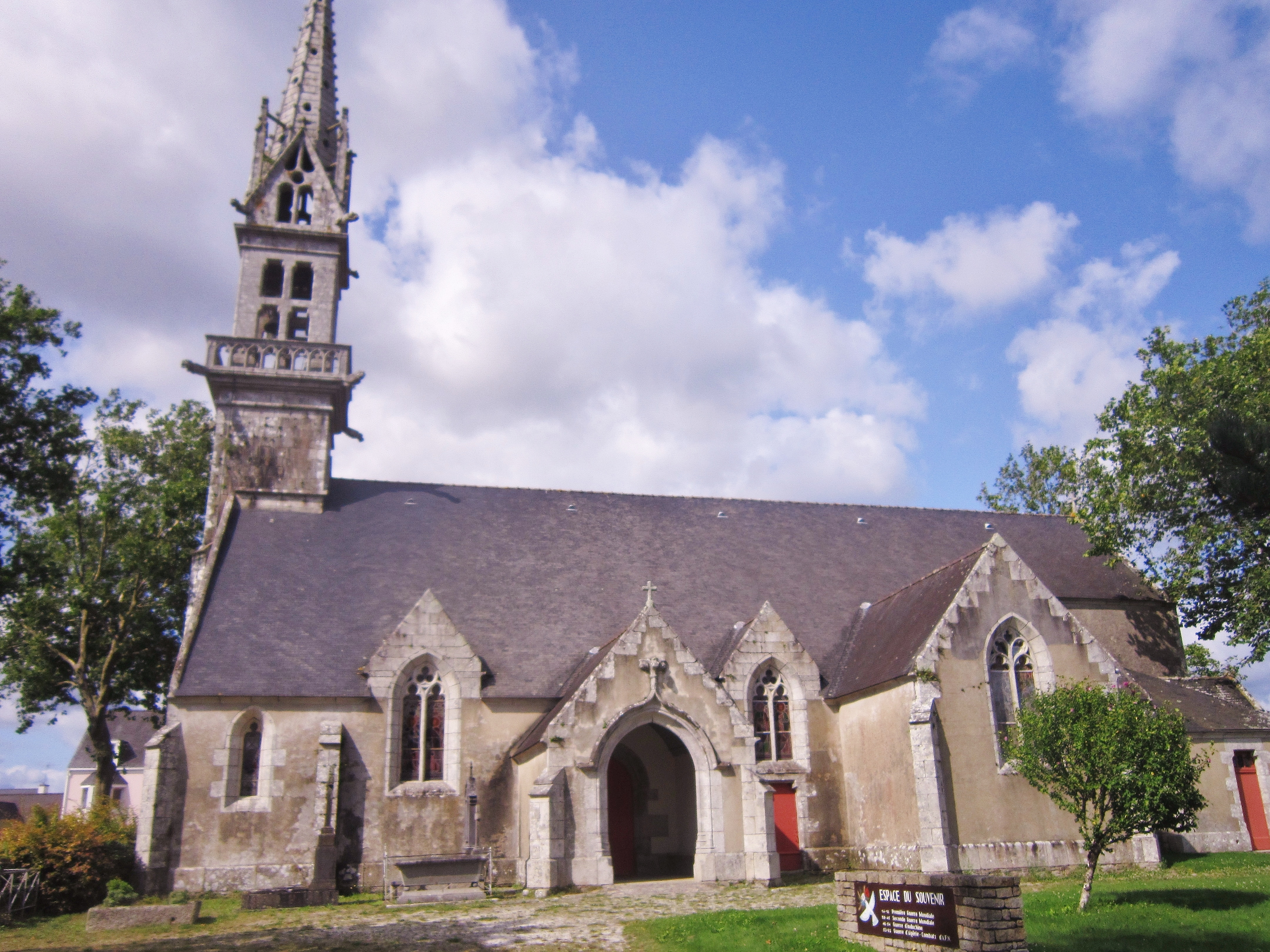
L'église paroissiale Saint-Pierre-aux-Liens, flanc sud.

- la chapelle de La Madeleine : elle servait de maladrerie pour la ville de Quimperlé dont elle est proche. En 1978, la création du « Comité de restauration » de la chapelle a permis de sauver l'édifice ; un pardon y est organisé chaque année[58].

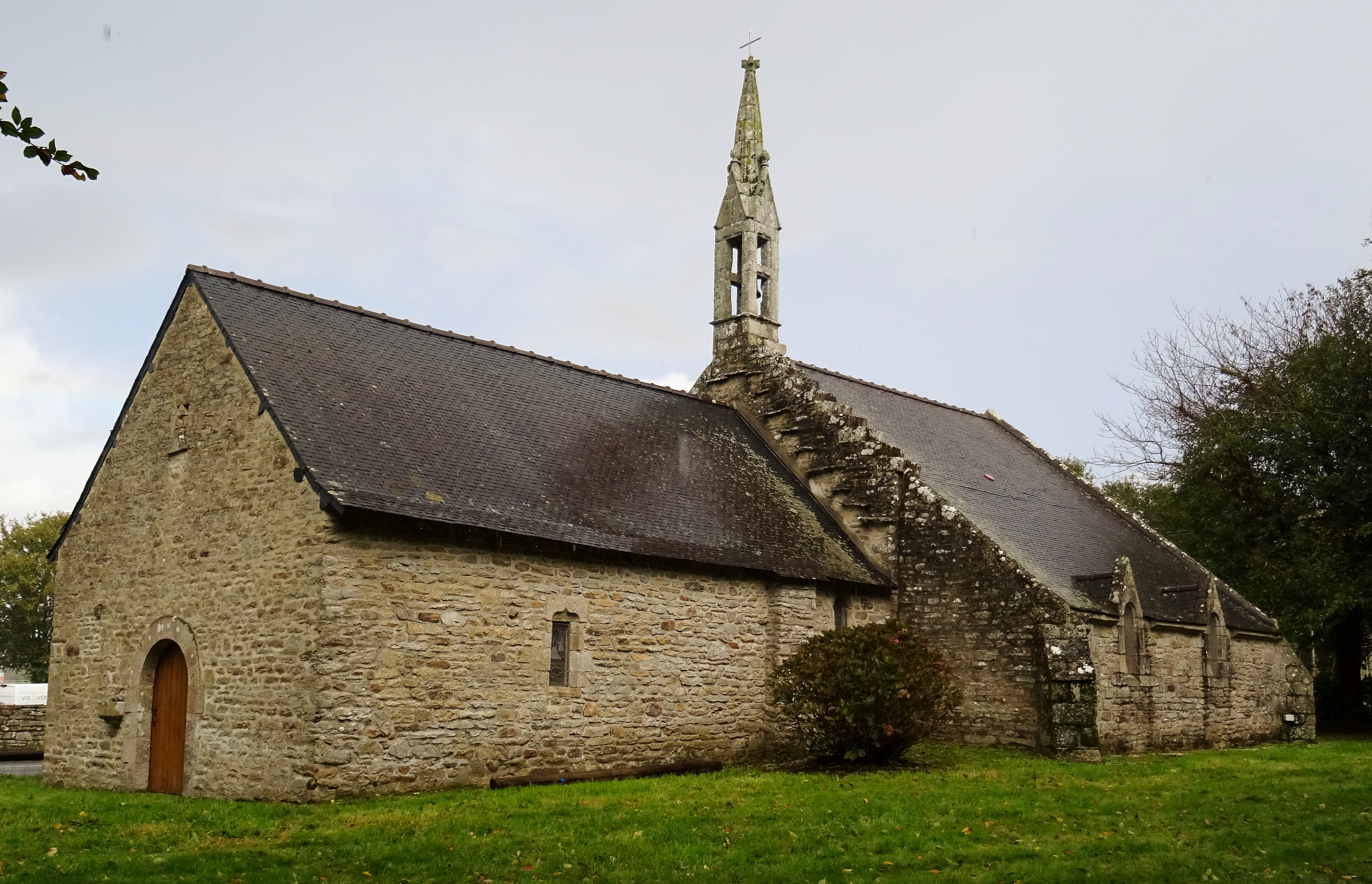
La chapelle de la Madeleine, vue extérieure d'ensemble.
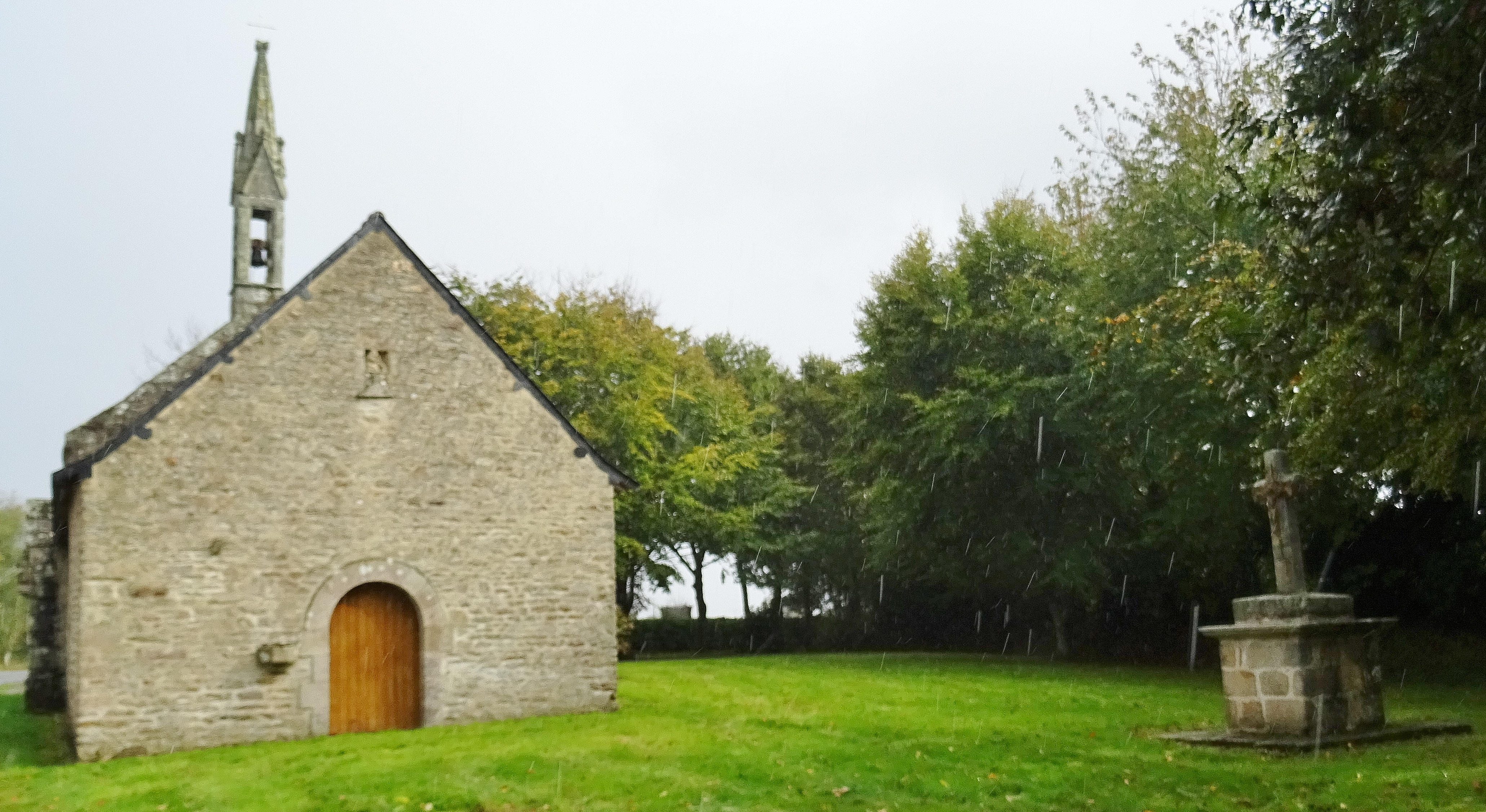
La chapelle de la Madeleine et son calvaire (sous la pluie).

- les sept croix monumentales et calvaires[59], dont la croix de Saint-Caradec, qui date du XVIe siècle[60] , celle située à Kerbannalou, qui date du XVIIIe siècle[61], celle située au lieu-dit La Croix, qui date de 1821[62], celle de Cleubeuz qui date du premier quart du XXe siècle[63].

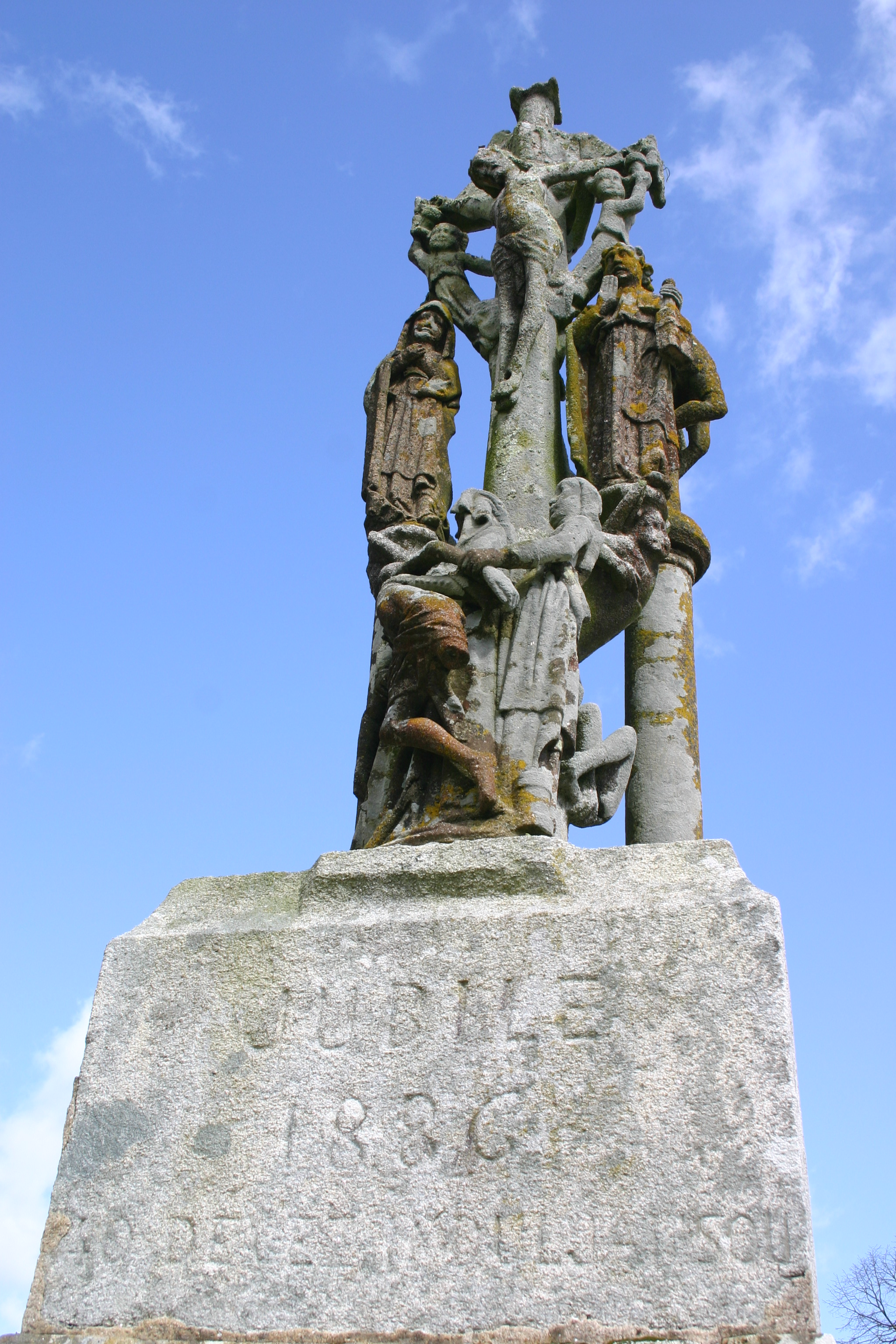
Le calvaire du bourg, inscrit aux monuments historiques (son socle commémore le jubilé de 1886).
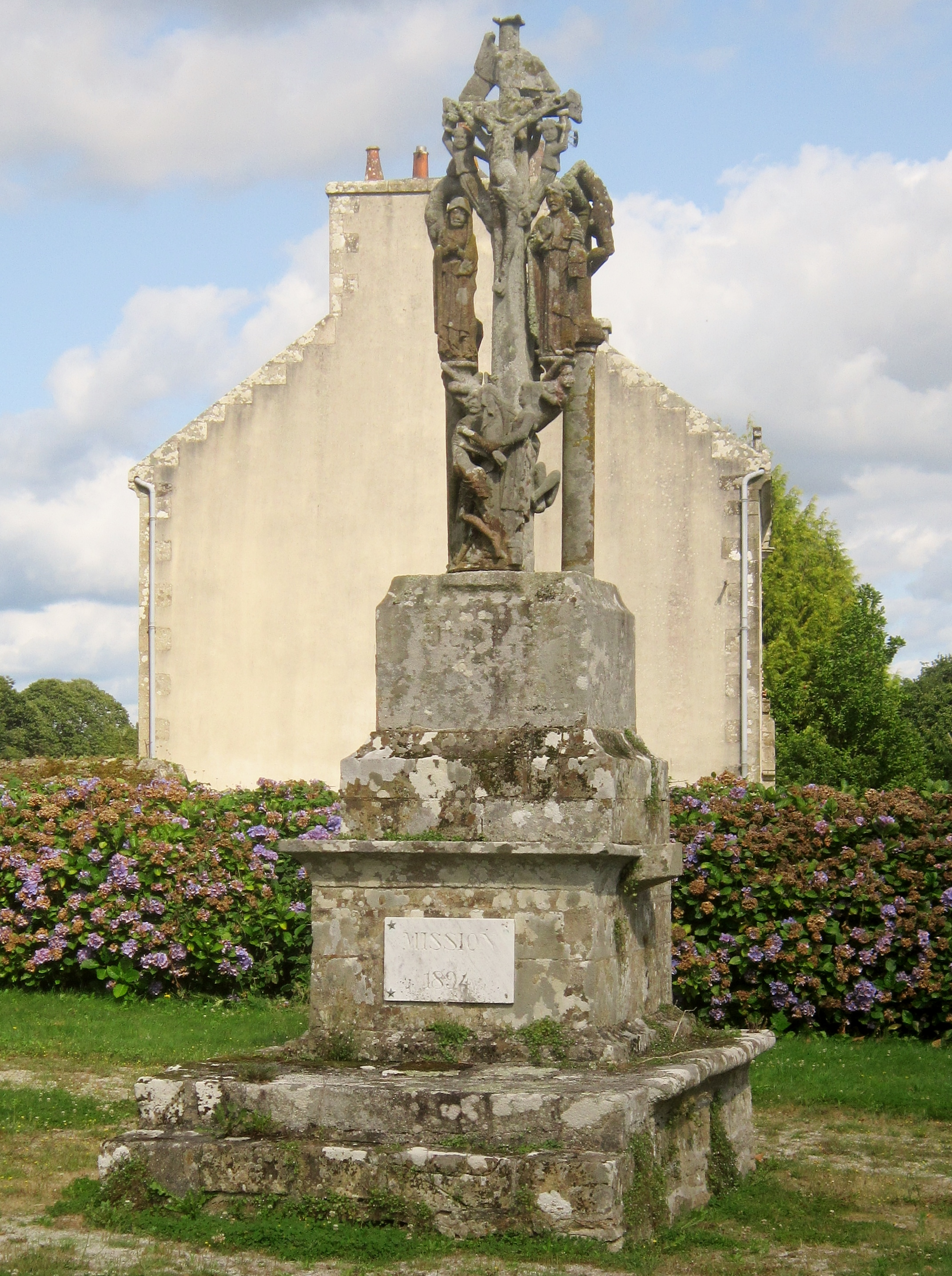
Le calvaire du bourg (autre face ; son socle porte une plaque commémorative de la mission paroissiale de 1894).

#### Monuments civils et sites naturels
- le manoir de Kernault ; XVe et XVIe siècles.

Un des cinq domaines constituant l'Établissement public « Chemins du patrimoine en Finistère ».
Il abrite, depuis 1990, un centre de Recherche et de documentation sur la littérature orale dépendant de l'Université de Bretagne occidentale.

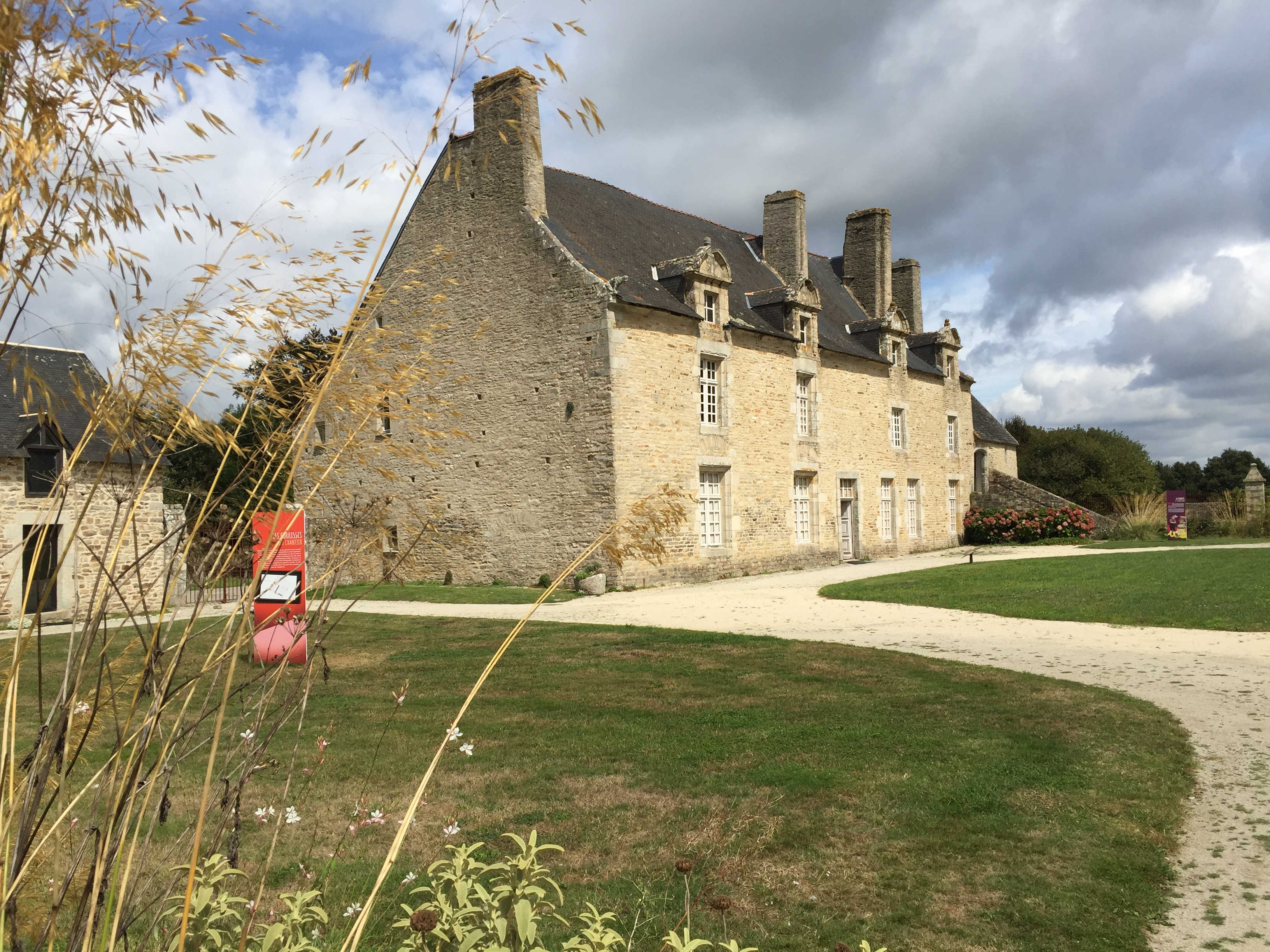
Le manoir de Kernault (de côté)
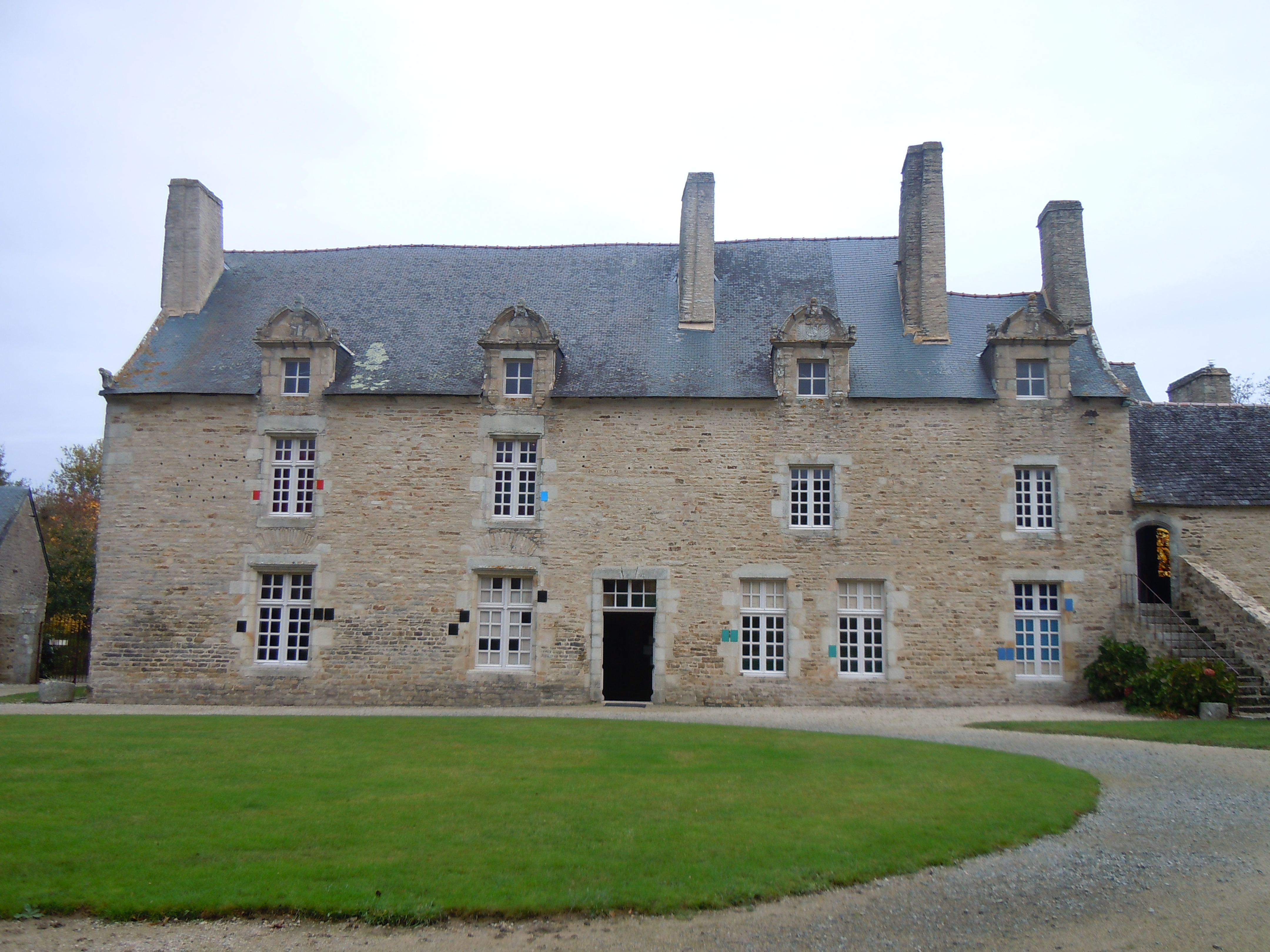
Le manoir de Kernault (de face).
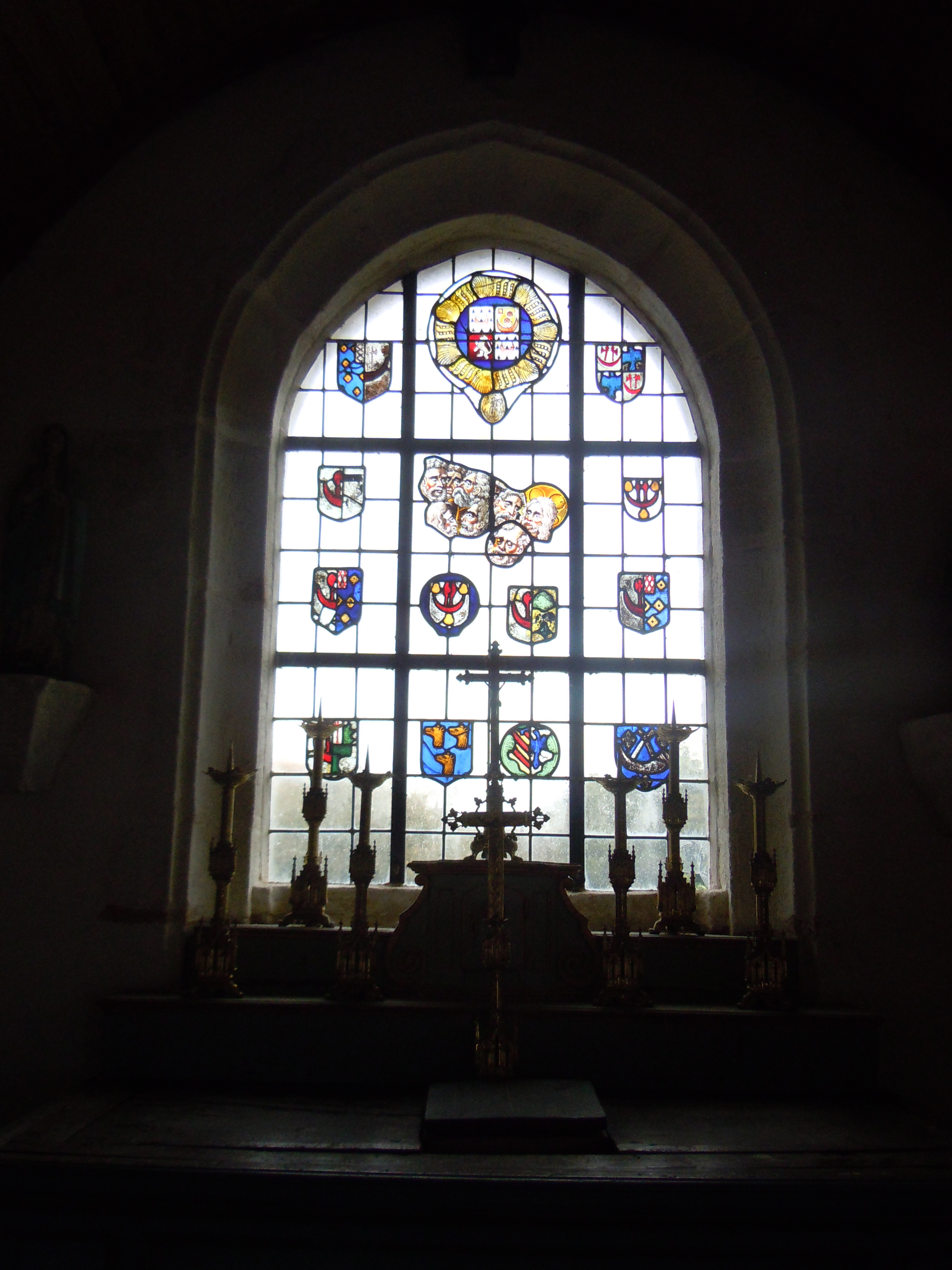
La verrière de la chapelle de Kernault (fragments provenant des vitraux de l'ancienne église paroissiale ; il s'agit des blasons des seigneurs de Mellac).
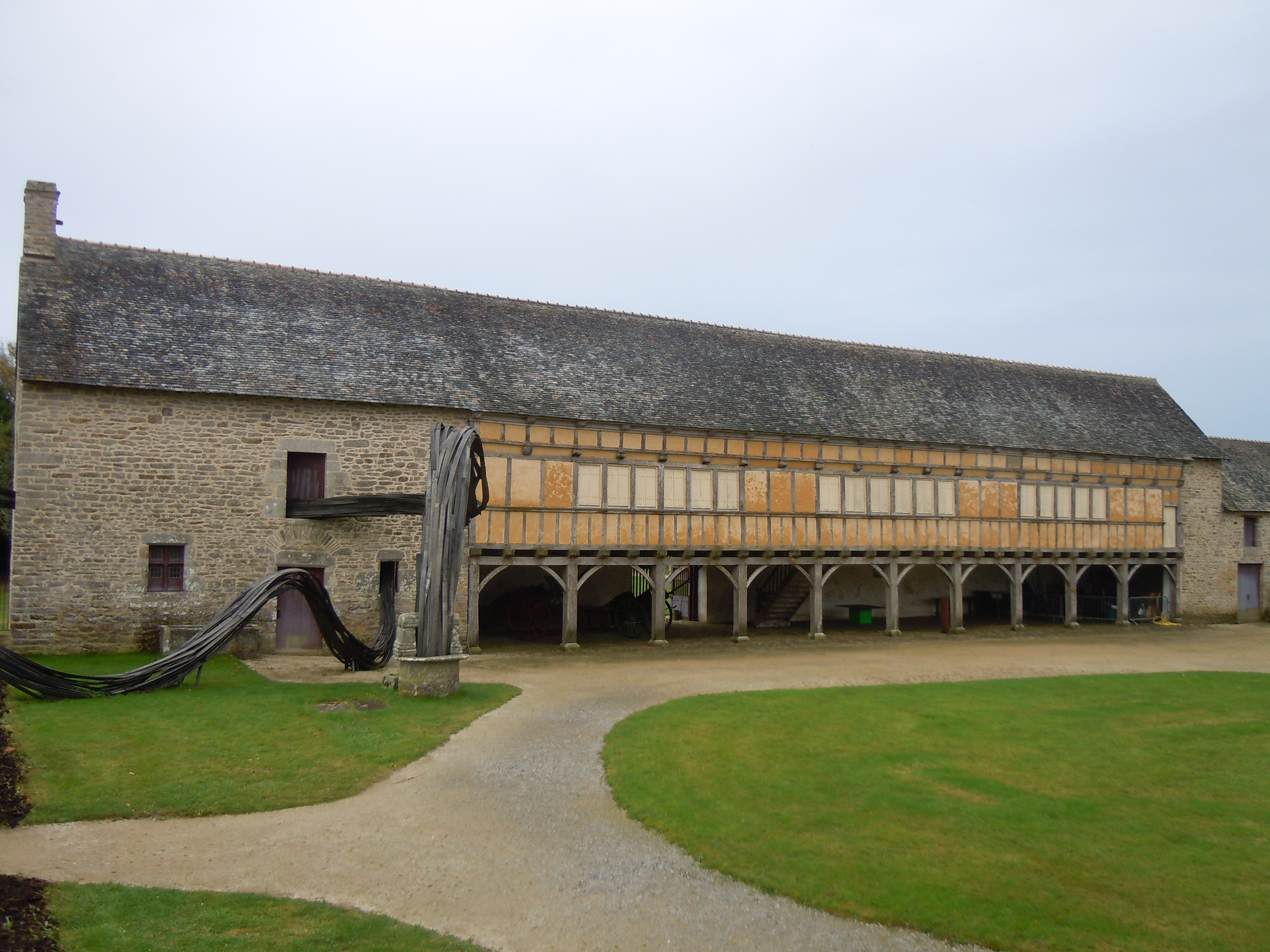
Le grenier à pans de bois datant du début du XVIIe siècle.

- le domaine du Moulin Blanc, situé en bordure de l'Isole. Racheté par la commune de Mellac en 2009 aux Papeteries du Mauduit qui le possédaient depuis 1925 (il fut sous l'Ancien Régime propriété des seigneurs de Kernault), le domaine de 12 ha et son moulin ont rouvert en 2015 (les fenêtres du moulin, qui avaient été obstruées, ont été rouvertes, une roue à aubes installée en 2016 et les travaux de restauration se poursuivent, à l'initiative de l'« Association des Amis du Moulin Blanc », présidée par Louis Le Pensec, sous la maîtrise d'œuvre de la commune de Mellac, puis depuis 2020 par Bernard Pelléter, lui aussi ancien maire de Mellac[64]. Des vestiges d'une motte féodale, découverte en 2017, existent dans le domaine[65].

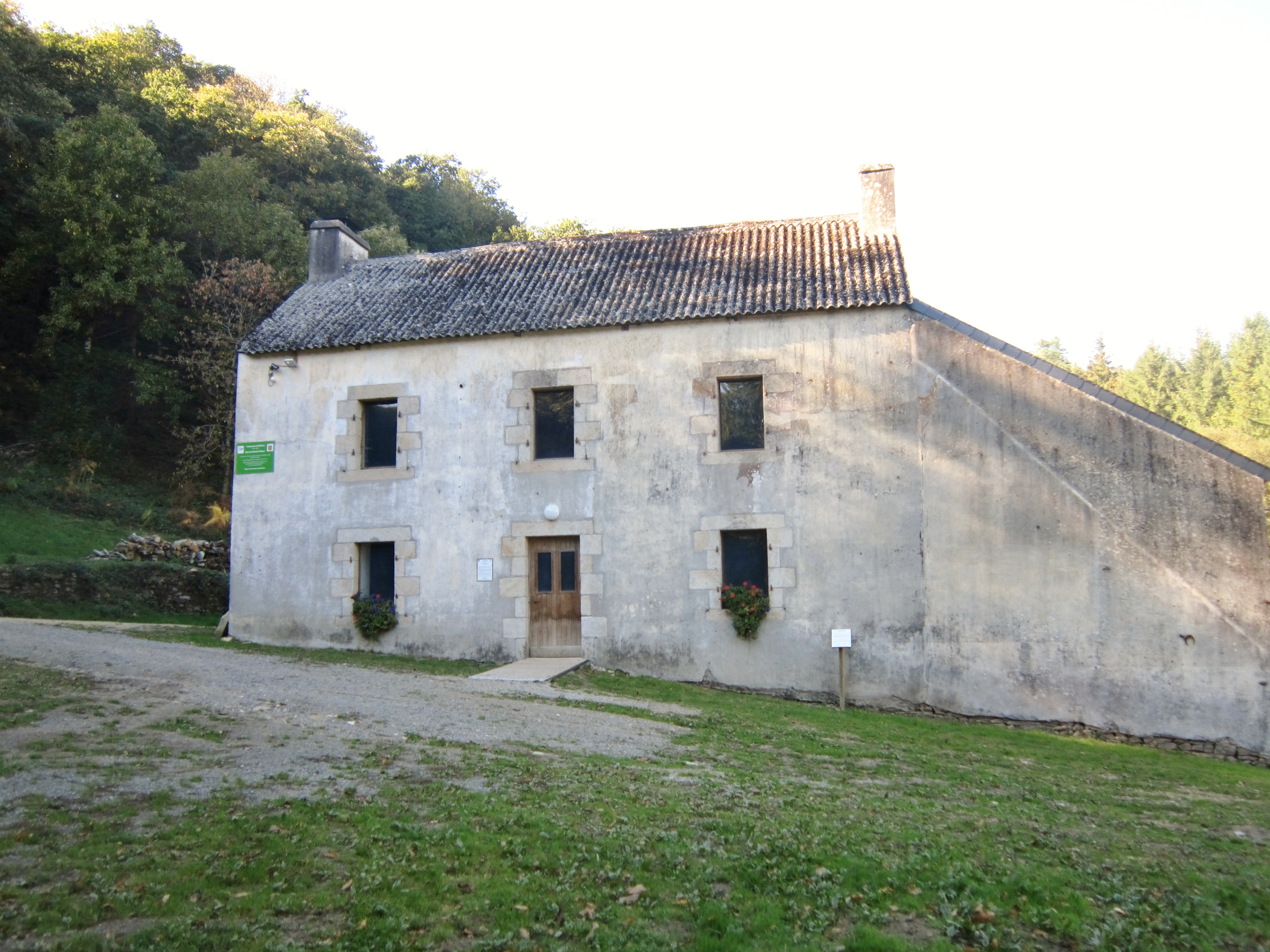
Le Moulin Blanc, sur la rive droite de l'Isole (en cours de restauration).

### Événements
Mellac s'est dotée d'une nouvelle mairie sur le site de l'ancienne ferme Michelet, réhabilité durant toute l'année 2007. Elle a été inaugurée par M. Michel Rocard, député européen, ancien Premier ministre.

### Personnalités liées à la commune
- Louis Le Pensec (1937-2024), homme politique né à Mellac.
- Albert Le Tyrant (1946-), sportif.